# Liste der denkmalgeschützten Objekte in Wien/Alsergrund
Die Liste der denkmalgeschützten Objekte in Wien-Alsergrund enthält die 140 denkmalgeschützten unbeweglichen Objekte des 9. Wiener Gemeindebezirks Alsergrund.

## Denkmäler
| Foto  |                 | Denkmal | Standort                                                 | Beschreibung | Metadaten |
| ----- | --------------- | --- | -------------------------------------------------------- | --- | --- |
| ja    | Datei hochladen | Persönlichkeitsdenkmal Theodor Billroth HERIS-ID: 21380 Objekt-ID: 17699                                                | Altes AKH, Hof 1 Standort KG: Alsergrund                 | Das Denkmal sollte Theodor Billroth (1829–1894) zur 50. Wiederkehr seines Todestages ehren. Kriegsbedingt wurde es 1944 provisorisch und erst 1950 aus Marmor ausgeführt. Der Künstler ist Michael Drobil, enthüllt wurde es am 29. April 1950. | BDA-Hist.: Q37861721 Status: § 2a Stand der BDA-Liste: 2025-06-30 Name: Persönlichkeitsdenkmal Theodor Billroth GstNr.: 235/1 Theodor Billroth statue, Vienna |
| ja    | Datei hochladen | Persönlichkeitsdenkmal, Kaiser Josef II. HERIS-ID: 6127 Objekt-ID: 2002 Wien Kulturgut: 45130                           | Altes AKH, Hof 2 Standort KG: Alsergrund                 | Das eherne Denkmal im AKH ist kein Unikat. Die Gießerei fertigte mehrere Exemplare an, z. B. für die niederösterreichischen Orte Poysdorf (1880), Groß Siegharts (1882), Pressbaum (1885), Ybbs (1887) und Drösing (1890). Aufgestellt wurde es 1884 und stammt von Richard Kauffungen. | BDA-Hist.: Q37878051 Status: § 2a Stand der BDA-Liste: 2025-06-30 Name: Persönlichkeitsdenkmal, Kaiser Josef II GstNr.: 235/1 Emperor Joseph II statue, Campus of the University of Vienna |
| ja    | Datei hochladen | Figurenbildstock, Hl. Johannes Nepomuk HERIS-ID: 21379 Objekt-ID: 17698 Wien Kulturgut: 45138                           | Altes AKH, Hof 4 Standort KG: Alsergrund                 | Die Figur des Heiligen Johannes Nepomuk im Universitätscampus entstand 1730. | BDA-Hist.: Q37861705 Status: § 2a Stand der BDA-Liste: 2025-06-30 Name: Figurenbildstock, Hl. Johannes Nepomuk GstNr.: 235/1 Johannes Nepomuk, Universitätscampus |
| ja    | Datei hochladen | Altes Allgemeines Krankenhaus, heute Universitätscampus HERIS-ID: 21560 Objekt-ID: 17880                                | Alser Straße 4 Standort KG: Alsergrund                   | 1693 wurden Teile als Großarmenhaus mit dem Direktionsstöckl errichtet, 1784 wurde es zum Allgemeinen Krankenhaus (AKH) adaptiert (Höfe 1-7 des Universitäts-Campus). 1998 wurde das revitalisierte, 100.000 m² große Areal als Campus der Universität Wien eröffnet. Anmerkung: Identadressen Spitalgasse 2–4, Garnisongasse 13, Rotenhausgasse 1, Thavonatgasse 1. | BDA-Hist.: Q37863450 Status: § 2a Stand der BDA-Liste: 2025-06-30 Name: Altes Allgemeines Krankenhaus, heute Universitätscampus GstNr.: 228/8, 235/1, 235/15, 235/16, 235/17 Campus of the University of Vienna |
| ja    | Datei hochladen | Ehem. Bethaus des Alten allgemeinen Krankenhauses HERIS-ID: 21561 Objekt-ID: 17881                                      | Alser Straße 4 Standort KG: Alsergrund                   | 1901 spendeten die Mitglieder der Israelitischen Kultusgemeinde in Wien 5.000 Kronen zum Bau eines Betpavillons im Allgemeinen Krankenhaus. Max Fleischer, Architekt mehrerer Wiener Synagogen, schuf ihn 1903. Dank seiner Lage im AKH wurde der Pavillon 1938 nicht zerstört, später jedoch als Transformatorstation benützt. Im Zuge der Umwidmung des Spitals zum Universitätscampus gestaltete ihn die Künstlerin Minna Antova zum Denk-Mal Marpe Lanefesch (Heilung für die Seele) um. | BDA-Hist.: Q2375564 Status: § 2a Stand der BDA-Liste: 2025-06-30 Name: Ehem. Bethaus des Alten allgemeinen Krankenhauses GstNr.: 235/1 Synagoge im alten AKH Wien |
| ja    | Datei hochladen | Miethaus, Dreilauferhaus HERIS-ID: 10733 Objekt-ID: 6795                                                                | Alser Straße 38 Standort KG: Alsergrund                  | Dieses 1895 erbaute Haus steht städtebaulich dominierend an der Abzweigung der Kinderspitalgasse. Es weist eine späthistoristische Fassade sowie die Giebelgruppe „Drei Laufer“ von Viktor Tilgner auf. | BDA-Hist.: Q38077927 Status: Bescheid Stand der BDA-Liste: 2025-06-30 Name: Miethaus, Dreilauferhaus GstNr.: 364/12 Alser Straße 38 |
| ja    | Datei hochladen | Miethaus, Zum Kaiser von Österreich HERIS-ID: 14524 Objekt-ID: 10761                                                    | Berggasse 1 Standort KG: Alsergrund                      | Ecke Währinger Straße 18. Erbaut wurde es 1826 von A. I. Göll für Josef und Magdalena Selig. 1844 und 1854 wurde es verändert, seit 1870 befindet sich dort die Austria-Apotheke. Es hat eine klassizistische Fassade sowie einen Mittelrisaliten mit Pilaster. | BDA-Hist.: Q1590708 Status: Bescheid Stand der BDA-Liste: 2025-06-30 Name: Miethaus, Zum Kaiser von Österreich GstNr.: 60 Zum Kaiser von Österreich, Währinger Straße 18 |
| ja    | Datei hochladen | Stadtpalais, Ehem. Palais Odescalchi HERIS-ID: 14591 Objekt-ID: 10829                                                   | Berggasse 3 Standort KG: Alsergrund                      | Erbaut wurde dieses Haus 1826 von A. I. Göll für Augustin und Magdalena Vogl. 1861 erfolgte ein Umbau, 1864 kam der rechte Seitentrakt hinzu, 1874 wurde das Haus aufgestockt und 1912 der Pferdestall in eine Garage umgewandelt. Es ist ein viergeschoßiges Biedermeierhaus mit Pawlatschengang und originalem Holztor. | BDA-Hist.: Q37761806 Status: § 2a Stand der BDA-Liste: 2025-06-30 Name: Stadtpalais, Ehem. Palais Odescalchi GstNr.: 58 Palais Odescalchi |
| ja    | Datei hochladen | Ehem. Gasthof, Zum Schweizer, Zum silbernen Brunnen HERIS-ID: 14592 Objekt-ID: 10830                                    | Berggasse 5 Standort KG: Alsergrund                      | Erbaut wurde das Haus 1824 von Josef Klee für Johann Niernsee. 1827 „Zum Schweizer“ (später: „Zum silbernen Brunnen“) genannt, 1835 wurde das 3. Stockwerk aufgesetzt. 1890 wurde es zu einem Gasthaus mit neobarocken Speisesaal, 1980 erfolgte eine Renovierung (Medizinisches Zentrum, Studentencafé). | BDA-Hist.: Q37761847 Status: § 2a Stand der BDA-Liste: 2025-06-30 Name: Ehem. Gasthof, Zum Schweizer, Zum silbernen Brunnen GstNr.: 57 Berggasse 5, Vienna |
| ja    | Datei hochladen | Miethaus HERIS-ID: 12570 Objekt-ID: 8716                                                                                | Berggasse 11 Standort KG: Alsergrund                     | Das Haus wurde 1824 von Baumeister Högl für Johann Michael Fitz erbaut. 1870 erfolgte ein Stockaufbau, 1875 das Aufsetzen des 3. Stockwerks. Es hat eine späthistoristische Fassade. | BDA-Hist.: Q38133609 Status: Bescheid Stand der BDA-Liste: 2025-06-30 Name: Miethaus GstNr.: 76 Berggasse 11, Vienna |
| ja    | Datei hochladen | Stadtpalais, ehem. Palais Festetics, heute Kammer der gewerbl. Wirtschaft v. Wien HERIS-ID: 14597 Objekt-ID: 10835      | Berggasse 16 Standort KG: Alsergrund                     | Das Palais wurde 1859 nach Plänen von Romano & Schwendenwein für Gräfin Eugenie Festetics erbaut. 1861 erfolgte Umbau, 1867 eine Aufstockung, 1957/58 eine Restaurierung. Es ist ein repräsentativer Bau in den Formen der Neu-Wiener Renaissance. | BDA-Hist.: Q2046978 Status: § 2a Stand der BDA-Liste: 2025-06-30 Name: Stadtpalais, Ehem. Palais Festetics, heute Kammer der gewerbl. Wirtschaft v. Wien GstNr.: 1165 Palais Festetics, Vienna |
| ja    | Datei hochladen | Wohnhaus Sigmund Freud HERIS-ID: 14883 Objekt-ID: 11121                                                                 | Berggasse 19 Standort KG: Alsergrund                     | Erbaut wurde dieses Haus 1889 nach Plänen von Hermann Stierlin für Viktor Gettweri. Hier war die Wirkensstätte von Sigmund Freud, seit 1971 ist hier das Freud-Museum. | BDA-Hist.: Q125296475 Status: § 2a Stand der BDA-Liste: 2025-06-30 Name: Wohnhaus Sigmund Freud GstNr.: 1158 Berggasse 19 |
| ja    | Datei hochladen | Erzbischöfliches Alumnatsgebäude HERIS-ID: 14485 Objekt-ID: 10722                                                       | Boltzmanngasse 7 Standort KG: Alsergrund                 | Erbaut wurde das Haus 1913/14 nach Plänen von Hubert Gangl an Stelle des Hauses „Zum schwarzen Adler“. Über dem Portal befindet sich das Wappen des Fürst-Erzbischofs Kardinal Franz Nagl und dessen Wahlspruch sowie des Fürst-Erzbischofs Kardinal Friedrich Piffl, unter denen der Bau erfolgte. | BDA-Hist.: Q37759453 Status: § 2a Stand der BDA-Liste: 2025-06-30 Name: Erzbischöfliches Alumnatsgebäude GstNr.: 187 Erzbischöfliches Alumnatsgebäude |
| ja    | Datei hochladen | Kath. Pfarrkirche, ehem. Waisenhauskirche, Seminarkirche Maria De Mercede HERIS-ID: 14487 Objekt-ID: 10724              | Boltzmanngasse 7 Standort KG: Alsergrund                 | Die Kirche wurde 1722/23 nach Plänen von Anton Ospel erbaut. 1752 brannte sie und 1807 gab es Schäden nach Blitzschlag. 1821 wurde die Fassade verändert. 1916 wurde sie Alumnatskirche. Im 20. Jahrhundert wurde sie mehrmals restauriert, 1967–1969 wurde der Innenraum umgestaltet. Es ist eine Zweiturmkirche mit barocker Fassade. | BDA-Hist.: Q37759621 Status: Bescheid Stand der BDA-Liste: 2025-06-30 Name: Kath. Pfarrkirche, Ehem. Waisenhauskirche, Seminarkirche Maria De Mercede GstNr.: 192 Seminarkirche Santa Maria de Mercede |
| ja    | Datei hochladen | Ehem. Spanisches Spital, heute Priesterseminar HERIS-ID: 14488 Objekt-ID: 10725                                         | Boltzmanngasse 9 Standort KG: Alsergrund                 | Dieses Haus wurde 1914 von Josef Schmalzhofer erbaut. 1928 erfolgte ein Zubau für das Erzbischöfliche Priesterseminar. Im Hausflur befinden sich Wappen und Wahlsprüche von Kardinal Nagl und Kardinal Innitzer. | BDA-Hist.: Q1295939 Status: § 2a Stand der BDA-Liste: 2025-06-30 Name: Ehem. Spanisches Spital, heute Priesterseminar GstNr.: 188 |
| ja    | Datei hochladen | Ehem. Brünnlbad HERIS-ID: 14612 Objekt-ID: 10850                                                                        | Borschkegasse 4 Standort KG: Alsergrund                  | Erbaut wurde das Bad 1897/98 nach Plänen von Wilhelm Klingenberg für Josef Schapira. Das Brünnlbad besaß eine Schwimmhalle, Dampfbad und 40 Wannenbäder. Sein Brunnen war 160 m tief. Nach der Behebung der Kriegsschäden 1946 wieder eröffnet, war es in Betrieb bis 1955. Seit 1980 ist es im Besitz der Stadt Wien, als medizinisch-technische Akademie. | BDA-Hist.: Q37762367 Status: § 2a Stand der BDA-Liste: 2025-06-30 Name: Ehem. Brünnlbad GstNr.: 1869/1 Brünnlbad |
| ja    | Datei hochladen | Wohnhausanlage der Gemeinde Wien HERIS-ID: 14617 Objekt-ID: 10855 Wiener Wohnen: 676                                    | D’Orsaygasse 3–5 Standort KG: Alsergrund                 | Dieses Haus wurde 1927/28 nach Plänen von Leo Kammel erbaut. 1952 erfolgte der Einbau von Dachgeschoßwohnungen. Es hat einen eingezogenen Mittelteil zur Straßenfassade hin, die Hoffassade weist Loggien und fünfeckige Balkone auf. | BDA-Hist.: Q37762480 Status: § 2a Stand der BDA-Liste: 2025-06-30 Name: Wohnhausanlage der Gemeinde Wien GstNr.: 1249 |
| ja    | Datei hochladen | Wohnhausanlage der Gemeinde Wien HERIS-ID: 14618 Objekt-ID: 10856 Wiener Wohnen: 680                                    | D’Orsaygasse 6 Standort KG: Alsergrund                   | Erbaut wurde es 1930 nach Plänen von Wilhelm Peterle. Es hat eine plastische Fassadengliederung mit überdachtem Hauseingang. | BDA-Hist.: Q37762489 Status: § 2a Stand der BDA-Liste: 2025-06-30 Name: Wohnhausanlage der Gemeinde Wien GstNr.: 1354 D’Orsaygasse 6, Vienna |
| ja    | Datei hochladen | Auer von Welsbach-Denkmal HERIS-ID: 14822 Objekt-ID: 11060 Wien Kulturgut: 41483                                        | Ehrenhaft-Steindler-Platz Standort KG: Alsergrund        | Das Denkmal für Carl Auer von Welsbach befindet sich seit 7. November 1935 vor dem Zweiten Chemischen Institut. Die auf dem Vierkantpfeiler stehende Bronze-Figur eines Fackelträgers wurde im Zweiten Weltkrieg für Rüstungszwecke eingeschmolzen. 1954 wurde sie durch eine 2,65 m hohe Figur aus Lindabrunner Kalkstein ersetzt, die ebenso wie die Bronze-Statue, von Bildhauer Wilhelm Frass stammt. | BDA-Hist.: Q37765987 Status: § 2a Stand der BDA-Liste: 2025-06-30 Name: Auer von Welsbach-Denkmal GstNr.: 1452/1 Carl Freiherr Auer von Welsbach monument, Vienna |
| ja    | Datei hochladen | Wohnung des Porträtisten Armin Horovitz HERIS-ID: 41017 Objekt-ID: 41339                                                | Frankgasse 1 Standort KG: Alsergrund                     | Das Haus wurde 1886 nach Plänen von Emil Förster erbaut, der hier sein Atelier einrichtete (Baumeister Alois Schumacher). Es hat eine späthistoristische Fassade mit Kriegerputten am Portal. Armin Horovitz hatte hier seine Wohnung. | BDA-Hist.: Q37997658 Status: Bescheid Stand der BDA-Liste: 2025-06-30 Name: Wohnung des Porträtisten Armin Horovitz GstNr.: 1542/5 |
| ja BW | Datei hochladen | Ehem. Wohnung Boskovits HERIS-ID: 112073 Objekt-ID: 130124seit 2021                                                     | Frankgasse 1 Standort KG: Alsergrund                     | Das späthistoristische Haus in der Frankgasse 1 wurde 1886 von Emil Förster erbaut. 1908 bezog der Industrielle Friedrich Boskovits dort eine Wohnung, die von Adolf Loos eingerichtet wurde. Das Esszimmer wurde allerdings 1927 in das neu bezogene Haus Bartensteingasse 9 übersiedelt. | BDA-Hist.: Q105672566 Status: Bescheid Stand der BDA-Liste: 2025-06-30 Name: Ehem. Wohnung Boskovits GstNr.: 1542/5 |
| ja    | Datei hochladen | Billrothhaus HERIS-ID: 14619 Objekt-ID: 10857                                                                           | Frankgasse 8 Standort KG: Alsergrund                     | Erbaut wurde das Haus 1893 nach Plänen von Ludwig Richter von Baumeister Alois Schumacher für die k.k. Gesellschaft der Ärzte. 1956 wurde es nach schweren Kriegsschäden neu eröffnet. Bis zur Renovierung zierten Figuren (Apollo, Aesculap, Hygiea, Minerva) von Anton Paul Wagner den Giebel. | BDA-Hist.: Q14760111 Status: Bescheid Stand der BDA-Liste: 2025-06-30 Name: Billrothhaus GstNr.: 233/17 Billrothhaus |
| ja    | Datei hochladen | Gartenpalais, Fürstlich Liechtenstein'sches Palais HERIS-ID: 14486 Objekt-ID: 10723                                     | Fürstengasse 1 Standort KG: Alsergrund                   | Dieses Gartenpalais wurde für Johann Adam Andreas Fürst Liechtenstein in zwei Phasen erbaut: 1691–1694 nach Plänen von Domenico Egidio Rossi, sowie 1700–1706 nach Plänen von Domenico Martinelli. Das Palais ist streng gegliedert und markiert einen Übergang Renaissance – Hochbarock. Von 2004 bis 2012 wurde hier die fürstliche Kunstsammlung als Liechtenstein-Museum präsentiert. | BDA-Hist.: Q689043 Status: Bescheid Stand der BDA-Liste: 2025-06-30 Name: Fürstlich Liechtenstein'sches Palais GstNr.: 1110, 1111, 1112, 1114, 1115/4, 1116/2, 1116/1, 1115/1 Palais Liechtenstein (Fürstengasse) |
| ja    | Datei hochladen | Miethaus, Hosenträgerhaus HERIS-ID: 14484 Objekt-ID: 10721                                                              | Garnisongasse 1 Standort KG: Alsergrund                  | Ecke Universitätsstraße 12, Garelligasse 2. Das Haus wurde 1889 nach Plänen von Otto Wagner von Baumeister Dehm & Olbricht für den kaiserlichen Familienfonds erbaut. | BDA-Hist.: Q37759380 Status: Bescheid Stand der BDA-Liste: 2025-06-30 Name: Miethaus, Hosenträgerhaus GstNr.: 1545/1 Hosenträgerhaus |
| ja    | Datei hochladen | Wohnhaus HERIS-ID: 206301seit 2022                                                                                      | Georg-Sigl-Gasse 12 Standort KG: Alsergrund              | Das Haus in späthistoristisch-secessionistischen Formen wurde 1903 von Leopold Steinitz erbaut. Anmerkung: ident Rossauer Lände 31 | BDA-Hist.: Q112875359 Status: Bescheid Stand der BDA-Liste: 2025-06-30 Name: Wohnhaus GstNr.: 1333/4 Georg-Sigl-Gasse 12 |
| ja    | Datei hochladen | Bundesrealschule HERIS-ID: 14634 Objekt-ID: 10872                                                                       | Glasergasse 25 Standort KG: Alsergrund                   | Das Gebäude wurde 1908 erbaut, 1909 zog die K. K. Staatsrealschule ein. Umfangreiche Kriegsschäden wurden ab 1945 beseitigt. Seit 1998 heißt das Gymnasium Erich Fried Realgymnasium. Das Haus weist eine monumentale späthistoristische Gliederung auf. Der Architekt stammt von der Hochbaudepartement der k.k. n.ö. Statthalterei. | BDA-Hist.: Q125302397 Status: § 2a Stand der BDA-Liste: 2025-06-30 Name: Bundesrealschule GstNr.: 1319/16 Erich Fried Realgymnasium |
| ja    | Datei hochladen | Wohnhausanlage der Gemeinde Wien, Sigmund-Freud-Hof HERIS-ID: 14760 Objekt-ID: 10998 Wiener Wohnen: 111                 | Gussenbauergasse 5–7 Standort KG: Alsergrund             | Dieser Gemeindebau wurde 1924/25 nach Plänen von Franz von Krauß und Josef Tölk erbaut sowie 1931 von Ludwig Tremmel erweitert. Fassaden weisen expressionistische Erker, sowie Portale mit Putten auf. | BDA-Hist.: Q37765086 Status: § 2a Stand der BDA-Liste: 2025-06-30 Name: Wohnhausanlage der Gemeinde Wien, Sigmund-Freud-Hof GstNr.: 1043/18 Sigmund-Freud-Hof |
| ja    | Datei hochladen | Miethaus HERIS-ID: 14581 Objekt-ID: 10819                                                                               | Harmoniegasse 1 Standort KG: Alsergrund                  | Das Ensemble der Miethäuser Harmoniegasse 1, 3, 4, 6, 8, 9 zählt zum Frühwerk Otto Wagners. Sie wurden 1864 für Leopold Blühdorn errichtet. | BDA-Hist.: Q37761564 Status: Bescheid Stand der BDA-Liste: 2025-06-30 Name: Miethaus GstNr.: 116 Harmoniegasse 1, Vienna |
| ja    | Datei hochladen | Miethaus HERIS-ID: 14580 Objekt-ID: 10818                                                                               | Harmoniegasse 3 Standort KG: Alsergrund                  | Das Ensemble der Miethäuser Harmoniegasse 1, 3, 4, 6, 8, 9 zählt zum Frühwerk Otto Wagners. Sie wurden 1864 für Leopold Blühdorn errichtet. | BDA-Hist.: Q37761527 Status: Bescheid Stand der BDA-Liste: 2025-06-30 Name: Miethaus GstNr.: 115 Harmoniegasse 3, Vienna |
| ja    | Datei hochladen | Miethaus HERIS-ID: 14579 Objekt-ID: 10817                                                                               | Harmoniegasse 4 Standort KG: Alsergrund                  | Das Ensemble der Miethäuser Harmoniegasse 1, 3, 4, 6, 8, 9 zählt zum Frühwerk Otto Wagners. Sie wurden 1864 für Leopold Blühdorn errichtet. | BDA-Hist.: Q37761488 Status: Bescheid Stand der BDA-Liste: 2025-06-30 Name: Miethaus GstNr.: 108 Harmoniegasse 4, Vienna |
| ja    | Datei hochladen | Miethaus HERIS-ID: 14578 Objekt-ID: 10816                                                                               | Harmoniegasse 6 Standort KG: Alsergrund                  | Das Ensemble der Miethäuser Harmoniegasse 1, 3, 4, 6, 8, 9 zählt zum Frühwerk Otto Wagners. Sie wurden 1864 für Leopold Blühdorn errichtet. | BDA-Hist.: Q37761426 Status: Bescheid Stand der BDA-Liste: 2025-06-30 Name: Miethaus GstNr.: 109 Harmoniegasse 6, Vienna |
| ja    | Datei hochladen | Miethaus HERIS-ID: 14577 Objekt-ID: 10815                                                                               | Harmoniegasse 8 Standort KG: Alsergrund                  | Das Ensemble der Miethäuser Harmoniegasse 1, 3, 4, 6, 8, 9 zählt zum Frühwerk Otto Wagners. Sie wurden 1864 für Leopold Blühdorn errichtet. | BDA-Hist.: Q37761418 Status: Bescheid Stand der BDA-Liste: 2025-06-30 Name: Miethaus GstNr.: 110 Harmoniegasse 8, Vienna |
| ja    | Datei hochladen | Miethaus HERIS-ID: 14569 Objekt-ID: 10806                                                                               | Harmoniegasse 9 Standort KG: Alsergrund                  | Das Ensemble der Miethäuser Harmoniegasse 1, 3, 4, 6, 8, 9 zählt zum Frühwerk Otto Wagners. Sie wurden 1864 für Leopold Blühdorn errichtet. | BDA-Hist.: Q37761264 Status: Bescheid Stand der BDA-Liste: 2025-06-30 Name: Miethaus GstNr.: 112 Harmoniegasse 9, Vienna |
| ja    | Datei hochladen | Wohnbau der Gemeinde Wien HERIS-ID: 96513 Objekt-ID: 112019 Wiener Wohnen: 678                                          | Hernalser Gürtel 26 Standort KG: Alsergrund              | Dieser Gemeindebau wurde 1929 nach Plänen von Josef und Artur Berger sowie Martin Ziegler erbaut. Es handelt sich um eine Baulückenverbauung mit Innenhof und sehr einfach gehaltenen Straßenfronten. | BDA-Hist.: Q37768236 Status: Bescheid Stand der BDA-Liste: 2025-06-30 Name: Wohnbau der Gemeinde Wien GstNr.: 1967 Wohnhausanlage Hernalser Gürtel 26 |
| ja    | Datei hochladen | Hygiene-Institut HERIS-ID: 14509 Objekt-ID: 10746                                                                       | Kinderspitalgasse 15 Standort KG: Alsergrund             | Ecke Hernalser Gürtel 28, Zimmermanngasse 3. Erbaut wurde das Institut 1905–1908 nach Plänen von Ludwig Tremmel. Es ist ein monumentaler Blockbau in barockisierend-secessionistischem Mischstil. Es weist ein charakteristisches Vordach über einem dreiachsigen Portal auf. | BDA-Hist.: Q37760207 Status: § 2a Stand der BDA-Liste: 2025-06-30 Name: Hygiene-Institut GstNr.: 2000 Hygiene-Institut, Vienna |
| ja    | Datei hochladen | Wohnhausanlage der Gemeinde Wien, Gall-Hof HERIS-ID: 4167 Objekt-ID: 5 Wiener Wohnen: 112                               | Latschkagasse 3–5 Standort KG: Alsergrund                | Ecke Heiligenstädter Straße 4 (Bild). Erbaut wurde dieser Gemeindebau 1924/25 nach Plänen von Heinrich Schopper und Alfred Chalusch. Die Figuren Kraft und Fruchtbarkeit befinden sich über den Portalen, die Figur Spielende Kinder beim Kindergarten im Hof. | BDA-Hist.: Q38026119 Status: § 2a Stand der BDA-Liste: 2025-06-30 Name: Wohnhausanlage der Gemeinde Wien, Gall-Hof GstNr.: 1714 Gall-Hof |
| ja    | Datei hochladen | Figur, Marienstatue HERIS-ID: 14860 Objekt-ID: 11098 Wien Kulturgut: 45152                                              | Liechtensteinstraße 21, im Hof Standort KG: Alsergrund   | Dieses dreigeschoßige Vorstadthaus mit Lunettenreliefs (Jahreszeiten) an der Fassade und tonnengewölbter Einfahrt mit kassettierten Gurten wurde 1825 erbaut. Im Hof befindet sich in einer Ädikula die barocke Sandsteinfigur Maria Immaculata. Auf der Weltkugel stehend, zertritt sie die Schlange als Symbol des Bösen. | BDA-Hist.: Q37766574 Status: Bescheid Stand der BDA-Liste: 2025-06-30 Name: Figur, Marienstatue GstNr.: 82/2 |
| ja    | Datei hochladen | Bürgerhaus, Zur Hl. Dreifaltigkeit HERIS-ID: 14571 Objekt-ID: 10808                                                     | Liechtensteinstraße 28 Standort KG: Alsergrund           | Erbaut wurde dieses Haus 1781 für Sebastian und Magdalena Baumgartner. Es ist ein Vorstadthaus der josephinischen Ära. | BDA-Hist.: Q37761295 Status: Bescheid Stand der BDA-Liste: 2025-06-30 Name: Bürgerhaus, Zur Hl. Dreifaltigkeit GstNr.: 1135 Bürgerhaus Zur Heiligen Dreifaltigkeit, Liechtensteinstraße |
| ja    | Datei hochladen | Ehem. Palais Szeps, Botschaft des Königreichs Schweden HERIS-ID: 14646 Objekt-ID: 10884seit 2014                        | Liechtensteinstraße 51 Standort KG: Alsergrund           | Das Palais in Formen der Neu-Wiener Renaissance wurde 1876/77 von Ludwig Tischler erbaut. In der Beletage weist es kräftige Giebelverdachungen auf, die Eingangshalle ist tonnengewölbt und mit Kassettendecke versehen. | BDA-Hist.: Q22693414 Status: Bescheid Stand der BDA-Liste: 2025-06-30 Name: Ehem. Palais Szeps, Botschaft des Königreichs Schweden GstNr.: 122/2 Palais Szeps, Vienna |
| ja    | Datei hochladen | Wohnhaus HERIS-ID: 20942 Objekt-ID: 17251                                                                               | Liechtensteinstraße 57 Standort KG: Alsergrund           | Erbaut wurde dieses Haus 1875 von Baumeister Horak für Franz Kottinger und Anton Frisch. Es ist ein historistisches Miethaus mit reich dekorierter Fassade und Balkon. | BDA-Hist.: Q37857098 Status: § 2a Stand der BDA-Liste: 2025-06-30 Name: Wohnhaus GstNr.: 122/6 |
| ja    | Datei hochladen | Schubertbrunnen HERIS-ID: 14825 Objekt-ID: 11063 Wien Kulturgut: 58720                                                  | gegenüber Liechtensteinstraße 69 Standort KG: Alsergrund | Der Schubertbrunnen wurde 1927/28 vom Wiener Schubertbund und der Bezirksvertretung errichtet. Die Architektur stammt von Franz Matuschek, die überlebensgroße weiße Marmorfigur Lauschendes Mädchen ist bezeichnet mit „Theodor Stundl 1928“. | BDA-Hist.: Q2250587 Status: § 2a Stand der BDA-Liste: 2025-06-30 Name: Schubertbrunnen GstNr.: 1453 Schubertbrunnen |
| ja    | Datei hochladen | Prälatenkreuz HERIS-ID: 14824 Objekt-ID: 11062 Wien Kulturgut: 45141                                                    | vor Liechtensteinstraße 110 Standort KG: Alsergrund      | Die Votivsäule erinnert an die Pulverturmexplosion am 26. Juni 1779. Die Kopie einer Kanonenkugel krönt den Sandsteinpfeiler mit Relief und Inschrifttafel. Als der Propst des Stiftes Klosterneuburg Ambros Lorenz (1721–1781) von einer Visitation in Wien heimwärts unterwegs war, explodierte das Pulvermagazin (Wien 9, Pulverturmgasse 7 und 8). 25 Soldaten und 67 Bewohner der Umgebung starben, 97 wurden verletzt. Eine Kanonenkugel traf ein Zugpferd des Wagens des Prälaten, der mit dem Schrecken davonkam. An der Unfallstelle ließ er die Votivsäule errichten, die aus verkehrstechnischen Gründen mehrmals versetzt wurde. | BDA-Hist.: Q37766036 Status: § 2a Stand der BDA-Liste: 2025-06-30 Name: Prälatenkreuz GstNr.: 1498/1 |
| ja    | Datei hochladen | Pfarrhof HERIS-ID: 14337 Objekt-ID: 10571                                                                               | Lustkandlgasse 34 Standort KG: Alsergrund                | Ecke Canisiusgasse 16. Es ist ein Pfarrhof und Ordenshaus der Jesuiten, die 1551 von Kaiser Ferdinand I. nach Wien berufen, 1773 vom Papst verboten und 1814 wieder zugelassen wurden. Das Gebäude entstand mit der daneben befindlichen, um die vorletzte Jahrhundertwende errichtete Canisiuskirche. An der Ecke des Klosters befindet sich eine Baldachinfigur (Christus mit ausgestreckten Armen), im Pfarrhof-Vorgarten eine Figur „Jesus als guter Hirte“. | BDA-Hist.: Q37750814 Status: § 2a Stand der BDA-Liste: 2025-06-30 Name: Pfarrhof GstNr.: 547/51 |
| ja    | Datei hochladen | Kath. Pfarrkirche Zum göttlichen Heiland am Ölberg, Canisiuskirche HERIS-ID: 14336 Objekt-ID: 10570                     | Lustkandlgasse 36 Standort KG: Alsergrund                | Erbaut wurde die Kirche 1899–1903 nach Plänen von Gustav Neumann (Baumeister Kajetan Miserovsky). Es ist eine Zweiturmkirche mit neoromanischer Fassade und Kunststeinverkleidung. An den Kirchtürmen sind Stifterwappen zu sehen. Durch die Hanglage bedingt erfolgte der Bau einer Krypta. 1938 wurde sie zur Pfarrkirche erhoben. Nach Kriegsschädenbehebung wurde 1956 das Innere umgestaltet. | BDA-Hist.: Q1033327 Status: § 2a Stand der BDA-Liste: 2025-06-30 Name: Kath. Pfarrkirche Zum göttlichen Heiland am Ölberg, Canisiuskirche GstNr.: 953 St. Canisius's Church, Vienna |
| ja    | Datei hochladen | Julius-Tandler-Heim HERIS-ID: 14512 Objekt-ID: 10749                                                                    | Lustkandlgasse 50 Standort KG: Alsergrund                | Erbaut wurde es 1923–1925 nach Plänen von Adolf Stöckl. Es umfasste fünf Objekte der Kinder-Übernahmsstelle. Seit 1965 ist es das Julius-Tandler-Heim für Jugend am Werk. Markant ist die repräsentative Ecklösung mit überdachtem Eingangsportal. | BDA-Hist.: Q1712445 Status: § 2a Stand der BDA-Liste: 2025-06-30 Name: Julius-Tandler-Heim GstNr.: 956/1 Julius-Tandler-Familienzentrum |
| ja    | Datei hochladen | Verwaltungsgebäude der Wiener Stadtwerke-Elektrizitätswerke HERIS-ID: 14666 Objekt-ID: 10904                            | Mariannengasse 4–6 Standort KG: Alsergrund               | Ecke Höfergasse 2–12. Erbaut wurde es 1906/07, 1914 wurde es erweitert, 1951 erfolgte ein Stockwerkaufbau. Es hat ein aufwändiges Foyer mit Gedenktafeln für Bürgermeister und Widerstandskämpfer. | BDA-Hist.: Q37763179 Status: Bescheid Stand der BDA-Liste: 2025-06-30 Name: Verwaltungsgebäude der Wiener Stadtwerke-Elektrizitätswerke GstNr.: 270/1 Mariannengasse 4–6, Vienna |
| ja    | Datei hochladen | Allgemeine Poliklinik HERIS-ID: 14664 Objekt-ID: 10902                                                                  | Mariannengasse 10 Standort KG: Alsergrund                | Ecke Höfergasse 1. Erbaut wurde die Klinik 1891/92 nach Plänen von Andreas Streit von Baumeister Eduard Frauenfeld. Es wurde zur Behandlung mittelloser Patienten gegründet. 1913 und 1930 erfolgten Zubauten, 1936 ein Stockwerksaufbau, 1947 die Behebung der Kriegsschäden. 1999 wurde sie geschlossen. Ab 2008 wurde fast alles bis auf die denkmalgeschützten Fassaden und kleinere Bauteile demoliert, um auf 2500 m² das Vienna Policenter mit Unternehmen aus dem Gesundheitsbereich und Ordinationen einzurichten. Die Fassade ist späthistoristisch mit 13 Majolika-Medaillons berühmter Ärzte. | BDA-Hist.: Q2648842 Status: Bescheid Stand der BDA-Liste: 2025-06-30 Name: Allgemeine Poliklinik GstNr.: 304/1, 304/3 Allgemeine Poliklinik, Vienna |
| ja    | Datei hochladen | Miethaus HERIS-ID: 12572 Objekt-ID: 8718                                                                                | Maria-Theresien-Straße 3 Standort KG: Alsergrund         | Erbaut wurde dieses Haus 1887 nach Plänen von Andreas Luckeneder für Andreas Wechsler. Seit 1926 ist es ein Versicherungsgebäude. Es ist ein Gebäude in monumentalem Neorenaissance-Stil. | BDA-Hist.: Q38133636 Status: Bescheid Stand der BDA-Liste: 2025-06-30 Name: Miethaus GstNr.: 1624 |
| ja    | Datei hochladen | Wohnhausanlage der Gemeinde Wien, Thuryhof HERIS-ID: 14676 Objekt-ID: 10914 Wiener Wohnen: 113                          | Marktgasse 3–7 Standort KG: Alsergrund                   | Ecke Thurygasse 11, Salzergasse 2–4. Erbaut wurde der Thuryhof 1925/26 nach Plänen von Viktor Mittag und Karl Hauschka. Die Anlage ist im wehrhaften Heimatstil gebaut und weist zwei Höfe auf. Infolge beabsichtigter Anschüttung wurde er höher als das Straßenniveau gebaut. Auch die Fechtergasse wurde überbaut. | BDA-Hist.: Q37763358 Status: § 2a Stand der BDA-Liste: 2025-06-30 Name: Wohnhausanlage der Gemeinde Wien, Thuryhof GstNr.: 703 Thuryhof |
| ja    | Datei hochladen | Ehem. Gasthaus, Zum Küss den Pfennig HERIS-ID: 14567 Objekt-ID: 10804                                                   | Marktgasse 25 Standort KG: Alsergrund                    | Erbaut wurde das Haus Anfang des 18. Jahrhunderts. Es ist ein zweigeschoßiges Vorstadthaus mit Pawlatschenhof. Seit 1754 sind Wirte als Besitzer nachweisbar. | BDA-Hist.: Q37761190 Status: Bescheid Stand der BDA-Liste: 2025-06-30 Name: Ehem. Gasthaus, Zum Küss den Pfennig GstNr.: 753 |
| ja    | Datei hochladen | Franz-Schubert-Büste HERIS-ID: 14826 Objekt-ID: 11064 Wien Kulturgut: 71443                                             | vor Marktgasse 31–35 Standort KG: Alsergrund             | Die Schubertbüste, die sich seit 1975 vor der Volksschule Lichtental, Marktgasse 31–35 befindet, wurde von Senator Franz Burda aus Offenburg gestiftet. 1963 für Schuberts Geburtshaus bestimmt, wurde sie bei dessen Renovierung entfernt, am derzeitigen Ort steht sie seit 1975. Sie stammt von Gustinus Ambrosi. | BDA-Hist.: Q37766053 Status: § 2a Stand der BDA-Liste: 2025-06-30 Name: Franz-Schubert-Büste GstNr.: 750/2 Bust of Franz Schubert (Gustinus Ambrosi) |
| ja    | Datei hochladen | Pfarrhof HERIS-ID: 13885 Objekt-ID: 10100                                                                               | Marktgasse 40 Standort KG: Alsergrund                    | Erbaut wurde das Haus 1763 für den Pfarrer Philipp Hirsch. 1898 erfolgte die Schließung des offenen Pawlatschenganges. Es hat eine gut gegliederte Barockfassade mit später aufgesetztem Giebelstockwerk. | BDA-Hist.: Q37716513 Status: § 2a Stand der BDA-Liste: 2025-06-30 Name: Pfarrhof GstNr.: 798/1 |
| ja    | Datei hochladen | Kath. Pfarrkirche zu den 14 Nothelfern, Lichtentalerkirche (Schubertkirche) HERIS-ID: 14339 Objekt-ID: 10573            | bei Marktgasse 40 Standort KG: Alsergrund                | Erbaut wurde die Kirche 1712–1718, Pfarrkirche ist sie seit 1723. 1769–1773 erfolgte eine Vergrößerung und Neueinwölbung nach Plänen von Josef Ritter und Thaddäus Adam Karner. Die heutige spätbarock-klassizistische Zweiturmfassade geht auf das Jahr 1827 zurück. Ein Relief der Taufe Christi (1973 renoviert) befindet sich in der Taufkapelle. In dieser Kirche wurde Schubert getauft, einige seiner geistlichen Werke wurden hier erstmals aufgeführt. Seit 1978 beherbergt sie das erste Wiener Pfarrmuseum mit dem Original-Spieltisch der Schubert-Orgel. | BDA-Hist.: Q1823413 Status: § 2a Stand der BDA-Liste: 2025-06-30 Name: Kath. Pfarrkirche zu den 14 Nothelfern, Lichtental (Schubertkirche) GstNr.: 797 Lichtental Parish Church |
| ja    | Datei hochladen | Wohnhausanlage der Gemeinde Wien HERIS-ID: 14678 Objekt-ID: 10916 Wiener Wohnen: 675                                    | Marktgasse 45 Standort KG: Alsergrund                    | Ecke Reznicekgasse 5. Erbaut wurde diese Anlage 1926/27 nach Plänen von Ernst Brandl. Es ist ein nüchterner Baublock mit polygonalen Erkern. | BDA-Hist.: Q37763400 Status: § 2a Stand der BDA-Liste: 2025-06-30 Name: Wohnhausanlage der Gemeinde Wien GstNr.: 907/5 |
| ja    | Datei hochladen | Ehem. Bundesprüfanstalt für Kraftfahrzeuge/Probebühne Volksoper HERIS-ID: 111530 Objekt-ID: 129425                      | Michelbeuerngasse 6-8, 10 Standort KG: Alsergrund        | Erbaut 1866 als Teil der Sigl'schen Fabrik, wurde das Gebäude 1910 in eine Bundesprüfanstalt für Kraftfahrzeuge umgebaut. In der Severingasse 7 ist jetzt das Institut für Wasserbau des Bundesamtes für Wasserwirtschaft. Anmerkung: Identadressen Severingasse 7, Wilhelm-Exner-Gasse 10–12 | BDA-Hist.: Q37824527 Status: § 2a Stand der BDA-Liste: 2025-06-30 Name: Ehem. Bundesprüfanstalt für Kraftfahrzeuge/Probebühne Volksoper GstNr.: 451 |
| ja    | Datei hochladen | Wohnhaus der Gemeinde Wien HERIS-ID: 98180 Objekt-ID: 114071 Wiener Wohnen: 677                                         | Müllnergasse 20 Standort KG: Alsergrund                  | Erbaut wurde die Anlage 1927 nach Plänen von Johann Würzl, 1952 erfolgte ein Dachgeschoßausbau. | BDA-Hist.: Q37771532 Status: § 2a Stand der BDA-Liste: 2025-06-30 Name: Wohnhaus der Gemeinde Wien GstNr.: 1254/2 Müllnergasse 20, Vienna |
| ja    | Datei hochladen | Markthalle Nußdorf HERIS-ID: 14513 Objekt-ID: 10750                                                                     | Nußdorfer Straße 22 Standort KG: Alsergrund              | Ecke Alserbachstraße. Die Halle wurde 1879/80 nach Plänen von Friedrich Paul erbaut. Es ist eine fünfseitige, frei stehende Verkaufshalle auf dreiseitigem Grundstück. Restauriert wurde sie 1993–1995. Seit 2002 firmiert sie als Gourmet-Markt, ein Restaurant befindet sich im Obergeschoß. | BDA-Hist.: Q1549766 Status: Bescheid Stand der BDA-Liste: 2025-06-30 Name: Markthalle Nußdorf GstNr.: 655 Markthalle Nussdorfer Straße |
| ja    | Datei hochladen | Miethaus, Zum Goldenen Strauß HERIS-ID: 14525 Objekt-ID: 10762                                                          | Nußdorfer Straße 47 Standort KG: Alsergrund              | Ecke Canisiusgasse 1. Erbaut wurde das Haus 1828 von Wenzel Deimel für Elisabeth Föderl. Es ist ein biedermeierliches Vorstadthaus mit Bauchfenster, und hat einen stimmungsvollen Hof. | BDA-Hist.: Q37760471 Status: Bescheid Stand der BDA-Liste: 2025-06-30 Name: Miethaus, Zum Goldenen Strauß GstNr.: 591 |
| ja    | Datei hochladen | Wohnhaus, Geburtshaus Franz Schuberts HERIS-ID: 14679 Objekt-ID: 10917                                                  | Nußdorfer Straße 54 Standort KG: Alsergrund              | „Zum roten Krebsen“. Erbaut wurde das Vorstadthaus Ende des 18. Jahrhunderts, seit 1908 beherbergt es das Schubertmuseum, 1969 erfolgte eine Restaurierung. Ein Korbbogenportal führt zum Pawlatschenhof. | BDA-Hist.: Q28653671 Status: § 2a Stand der BDA-Liste: 2025-06-30 Name: Wohnhaus, Geburtshaus Franz Schuberts GstNr.: 609 Schubert Geburtshaus |
| ja    | Datei hochladen | Miethaus, Gasthaus, Zum weißen Schwan HERIS-ID: 14565 Objekt-ID: 10802                                                  | Nußdorfer Straße 59 Standort KG: Alsergrund              | Ecke Pulverturmgasse 2. Erbaut wurde es 1817 von Baumeister Lang als Vorstadthaus mit Gaststätte und großem Hof. Ein Umbau erfolgte im 3. Viertel des 20. Jahrhunderts. | BDA-Hist.: Q37761144 Status: § 57-Mandatsbescheid Stand der BDA-Liste: 2025-06-30 Name: Miethaus, Gasthaus, Zum weißen Schwan GstNr.: 962/2 |
| ja    | Datei hochladen | Wohnhaus HERIS-ID: 14690 Objekt-ID: 10928                                                                               | Porzellangasse 36 Standort KG: Alsergrund                | Erbaut wurde es 1907/08 nach Plänen von Alexander Neumann für Anton Fleischl. Es weist eine nachhistoristische Gliederung, Eckachsen mit Erkern, einen Dachaufbau mit dekorativen Metallpollern, ein mit Marmor verkleidetes Stufenportal, ein marmorvertäfeltes Entree, sowie ein Stiegenhaus mit originaler Ausstattung auf. | BDA-Hist.: Q37763597 Status: § 2a Stand der BDA-Liste: 2025-06-30 Name: Wohnhaus GstNr.: 1229 Porzellangasse 36, Vienna |
| ja    | Datei hochladen | Bürgerhaus, Zur Alster HERIS-ID: 14563 Objekt-ID: 10800                                                                 | Reznicekgasse 12 Standort KG: Alsergrund                 | Erbaut wurde es 1716 für Simon Hausleithner. Es hat einen Innenhof mit überdachter Stiege und spätbarocke Fensterrahmungen. | BDA-Hist.: Q37761109 Status: Bescheid Stand der BDA-Liste: 2025-06-30 Name: Bürgerhaus, Zur Alster GstNr.: 815 |
| ja    | Datei hochladen | Bürgerhaus, Zu den drei Hasen HERIS-ID: 14557 Objekt-ID: 10794                                                          | Reznicekgasse 16 Standort KG: Alsergrund                 | Ecke Wiesengasse 29. Erbaut wurde es Anfang des 18. Jahrhunderts, 1814 erfolgte ein Umbau. Es hat eine Fassade mit Plattenrahmung und einen Pawlatschenhof. | BDA-Hist.: Q37760992 Status: Bescheid Stand der BDA-Liste: 2025-06-30 Name: Bürgerhaus, Zu den drei Hasen GstNr.: 817 |
| ja    | Datei hochladen | Bürgerhaus HERIS-ID: 14556 Objekt-ID: 10793                                                                             | Rögergasse 5 Standort KG: Alsergrund                     | Erbaut wurde es 1808 für Michael Spanl. Es ist ein frühbiedermeierliches Wohn- und Werkstättenhaus und hat eine Portalnische mit Empiremotiv. | BDA-Hist.: Q37760984 Status: Bescheid Stand der BDA-Liste: 2025-06-30 Name: Bürgerhaus GstNr.: 1346 Rögergasse 5, Vienna |
| ja    | Datei hochladen | Wohnhausanlage der Gemeinde Wien HERIS-ID: 14727 Objekt-ID: 10965 Wiener Wohnen: 673                                    | Rögergasse 6–8 Standort KG: Alsergrund                   | Erbaut wurde die Anlage 1923/24 nach Plänen von Karl Krist. Sie hat einen zurückversetzten Mitteltrakt und eine sachliche, symmetrische Fassade. | BDA-Hist.: Q37764572 Status: § 2a Stand der BDA-Liste: 2025-06-30 Name: Wohnhausanlage der Gemeinde Wien GstNr.: 1340/1 |
| ja    | Datei hochladen | Propstei-Pfarrhof der Votivkirche HERIS-ID: 14732 Objekt-ID: 10970                                                      | Rooseveltplatz 8 Standort KG: Alsergrund                 | Erbaut wurde der Propsteihof 1878/79 nach Plänen von Heinrich Ferstel. Es ist ein schmales Haus mit reichen zweigeschoßigen Neorenaissance-Giebeln und einer Marienfigur. | BDA-Hist.: Q37764616 Status: § 2a Stand der BDA-Liste: 2025-06-30 Name: Propstei-Pfarrhof der Votivkirche GstNr.: 1547/3 Propstei-Pfarrhof der Votivkirche |
| ja    | Datei hochladen | Wohnhaus HERIS-ID: 14737 Objekt-ID: 10975                                                                               | Rooseveltplatz 13 Standort KG: Alsergrund                | Erbaut wurde das Haus 1880/81 nach Plänen von Heinrich Ferstel und Karl Köchlin von Baumeister Andreas Luckeneder für Franz Hollitzer. Es ist im Neorenaissance-Stil gebaut und weist einen dreigeschoßigen Volutengiebel und eine Madonnenfigur mit Kind auf. | BDA-Hist.: Q37764678 Status: § 2a Stand der BDA-Liste: 2025-06-30 Name: Wohnhaus GstNr.: 1549/7 Rooseveltplatz 13, Vienna |
| ja    | Datei hochladen | Figur, hl. Johannes Nepomuk HERIS-ID: 4166 Objekt-ID: 4 Wien Kulturgut: 45148                                           | Roßauer Lände Standort KG: Alsergrund                    | Die Johannes Nepomuk-Statue aus dem Jahr 1730 befindet sich seit der Fertigstellung der Rossauer Brücke im Jahre 1983 an dieser. Zuvor stand die Figur des Wasser- und Brückenheiligen bei der Mündung eines die Berggasse herabfließenden Bächleins in den Donaukanal, nach der Verbauung des Glacis bei der Servitenkirche. | BDA-Hist.: Q37992934 Status: § 2a Stand der BDA-Liste: 2025-06-30 Name: Figur, hl. Johannes Nepomuk GstNr.: 1636/1 Statue of John of Nepomuk, Rossauer Brücke |
| ja    | Datei hochladen | Polizeigebäude HERIS-ID: 14515 Objekt-ID: 10752                                                                         | Roßauer Lände 5 Standort KG: Alsergrund                  | Erbaut wurde dieses Amtsgebäude 1901–1904 nach Plänen von Emil Ritter von Förster. Markant ist der mächtige dominante Eckturm mit secessionistischen Anklängen. Es hat drei Höfe. Es gibt eine Hochwassermarke aus dem Jahr 1830. Anmerkung: Identadressen Berggasse 41–43 und Rossauer Lände 7–9 | BDA-Hist.: Q1769106 Status: § 2a Stand der BDA-Liste: 2025-06-30 Name: Polizeigebäude GstNr.: 1401 Polizeigebäude Rossauer Lände |
| ja    | Datei hochladen | U-Bahn Station, Ehem. Stadtbahnstation Roßauer Lände HERIS-ID: 14853 Objekt-ID: 11091                                   | vor Roßauer Lände 19 Standort KG: Alsergrund             | Diese von Otto Wagner geplante Station der Wiener Stadtbahn entspricht dem Typ der Tiefbahnstation. Sie ist ein Torbau für die Stiegenanlagen zum Bahnhof. Der Stil ist moderner (secessionistischer) als der der Hochbahnstationen. Das markanteste Element sind die auf durchbrochenen Metallpfeilern ruhenden Traggitterkonstruktionen über den Eingängen. Erbaut wurde die Station 1900/01, seit der Adaptierung ist sie Station der U4. | BDA-Hist.: Q2465756 Status: § 2a Stand der BDA-Liste: 2025-06-30 Name: U-Bahn Station, Ehem. Stadtbahnstation Roßauer Lände GstNr.: 1637 Roßauer Lände metro station |
| ja    | Datei hochladen | Wohnhausanlage der Gemeinde Wien HERIS-ID: 14739 Objekt-ID: 10977 Wiener Wohnen: 679                                    | Roßauer Lände 21 Standort KG: Alsergrund                 | Identadresse Pramergasse 30. Erbaut wurde die Anlage 1929/30 nach Plänen von Karl Schmalhofer und macht einen konstruktivistischen Gesamteindruck. | BDA-Hist.: Q29266816 Status: § 2a Stand der BDA-Liste: 2025-06-30 Name: Wohnhausanlage der Gemeinde Wien GstNr.: 1359 Wohnhausanlage Pramergasse 30 |
| ja    | Datei hochladen | Zum schwarzen Rössl / ehem. Schulhaus HERIS-ID: 14555 Objekt-ID: 10792                                                  | Säulengasse 3 Standort KG: Alsergrund                    | Vulgo „Erlkönighaus“. Erbaut wurde es Ende 18. Jahrhundert. Es war das Schulhaus der Pfarre Lichtental und 1801–1826 in Schubert'schem Besitz. Es ist ein Vorstadthaus im Plattenstil. | BDA-Hist.: Q37760975 Status: Bescheid Stand der BDA-Liste: 2025-06-30 Name: Zum schwarzen Rössl /ehem. Schulhaus GstNr.: 515 Schubert Schule |
| ja    | Datei hochladen | Roßauer Kaserne, Polizeikaserne HERIS-ID: 14516 Objekt-ID: 10753                                                        | Schlickplatz 6 Standort KG: Alsergrund                   | Erbaut wurde die Kaserne von 1865 bis 1869 nach Plänen von Karl Pilhal und Karl Markl (zweier Offiziere) als Verteidigungskaserne am Donaukanal. Sie ist ein Sichtziegelbau des romantischen Historismus mit 3 Höfen, 142 Wohnungen für Offiziere und einer Kapelle. Geplant wurde sie zur Unterbringung von 2400 Mann und 390 Pferden und steht auf 20.000 Holzpfählen. Anmerkung: Identadressen Maria-Theresien-Straße 21-23, Türkenstraße 22 | BDA-Hist.: Q2167653 Status: § 2a Stand der BDA-Liste: 2025-06-30 Name: Roßauer Kaserne, Polizeikaserne GstNr.: 1534/5, 1534/6, 1534/3 Roßauer Kaserne |
| ja    | Datei hochladen | Ehemalige Schwarzspanierkirche, ehem. ev. Garnisonkirche, Fassade und Vorhalle HERIS-ID: 14340 Objekt-ID: 10574         | Schwarzspanierstraße 13 Standort KG: Alsergrund          | Erbaut wurde die Kirche 1690–1727. 1787 wurde der Chorturm nach Blitzschlag abgetragen. Bis 1861 war hier ein k.k. Militär-Bettenmagazin, 1861–1918 eine evangelische Garnisonkirche, 1935 eine russisch-orthodoxe Kirche, 1938–1944 eine evangelische Garnisonkirche der Wehrmacht. 1944 gab es Bombenschaden, 1963 erfolgte der Umbau des Restes zum evang. Albert-Schweitzer-Haus. Es ist eine zweigeschoßige dreiteilige Basilikalfassade im Stil von Il Gesù. | BDA-Hist.: Q2254420 Status: Bescheid Stand der BDA-Liste: 2025-06-30 Name: Ehemalige Schwarzspanierkirche, ehem ev. Garnisonkirche, Fassade und Vorhalle GstNr.: 1 Schwarzspanierkirche |
| ja    | Datei hochladen | Miethaus, Schwarzspanierhaus HERIS-ID: 25912 Objekt-ID: 22363                                                           | Schwarzspanierstraße 15 Standort KG: Alsergrund          | Erbaut wurde das heutige Schwarzspanierhaus (auch Schwarzspanierhof) 1903–1905 nach Plänen von Gustav Flesch-Brunningen für das Stift Heiligenkreuz, dessen Wappen über den Hauseingängen zu sehen ist. 1947–1950 wurden Kriegsschäden behoben. Es hat zur Schwarzspanierstraße hin eine breit gelagerte Fassade mit einem Mittelrisaliten und einem monumentalen Portal. Die Anlage mit einem Innenhof geht straßenhofartig in die verlängerte Beethovengasse über. Der Vorgängerbau, der 1689–1727 erbaute alte Schwarzspanierhof, war ab 1825 Wohnhaus von Ludwig van Beethoven, in dem er 1827 starb (Gedenktafel und Büste am bestehenden Haus). Anmerkung: Identadressen Beethovengasse 2, Garnisongasse 18 | BDA-Hist.: Q37897373 Status: § 2a Stand der BDA-Liste: 2025-06-30 Name: Miethaus, Schwarzspanierhaus GstNr.: 3/1 Schwarzspanierhof |
| ja    | Datei hochladen | Physiologisches Institut HERIS-ID: 13871 Objekt-ID: 10086                                                               | Schwarzspanierstraße 17 Standort KG: Alsergrund          | Es ist ein Teil des um die Ecke (Währinger Straße 11 bis 15) reichenden Institutskomplexes. Erbaut wurde es 1911 nach Plänen von Oberbaurat von Rezori vom Hochbaudepartement des k.k. Ministeriums des Inneren. | BDA-Hist.: Q37715866 Status: § 2a Stand der BDA-Liste: 2025-06-30 Name: Physiologisches Institut GstNr.: 4 Physiologisches Institut (Alsergrund) |
| ja    | Datei hochladen | Wohnhaus der Gemeinde Wien HERIS-ID: 14745 Objekt-ID: 10983 Wiener Wohnen: 674                                          | Sechsschimmelgasse 19 Standort KG: Alsergrund            | „Leon Askin-Hof“. Erbaut wurde die Anlage 1925 nach Plänen von Hartwig Fischel und Josef Bayer. Sie hat ein verfliestes Foyer und eine kleine Hofanlage. | BDA-Hist.: Q37764831 Status: § 2a Stand der BDA-Liste: 2025-06-30 Name: Wohnhaus der Gemeinde Wien GstNr.: 528/17 Leon-Askin-Hof |
| ja    | Datei hochladen | Grabsteine mit hebräischen Schriftzeichen vom ehem. Friedhof HERIS-ID: 41020 Objekt-ID: 41362                           | Seegasse 9 Standort KG: Alsergrund                       | Der älteste Grabstein stammt aus 1517. 1943 erfolgte die Verlagerung von 930 Steinen zum Zentralfriedhof. 1984 gab es die feierliche Wiederöffnung des rekonstruierten Friedhofs im Park des Pensionistenheims. | BDA-Hist.: Q64512862 Status: Bescheid Stand der BDA-Liste: 2025-06-30 Name: Grabsteine mit hebräischen Schriftzeichen vom ehem. Friedhof GstNr.: 1273 Jüdischer Friedhof Roßau |
| ja    | Datei hochladen | Jüdischer Friedhof HERIS-ID: 14821 Objekt-ID: 11059                                                                     | hinter Seegasse 9 Standort KG: Alsergrund                | Der älteste jüdische Friedhof wurde 1421 in der Rossau angelegt. Die meisten Grabstellen stammen aus der Zeit der zweiten jüdischen Gemeinde Wiens (1624–1670). Sie bewahrte den Friedhof vor der drohenden Auflösung, indem sie ihn der Stadt Wien im Namen der Brüder Isak und Israel Fränkel um 4000 Gulden ablöste. Wenig später ging er an den Kriegskommissär und Hofbankier Samuel Oppenheimer über, der anschließend ein Armen- und Krankenhaus errichten ließ. 1980–1982 wurde hier ein Pensionistenheim der Gemeinde Wien nach Plänen von Requat und Reintaller erbaut, im Park wurden 280 Grabsteine wieder aufgestellt. | BDA-Hist.: Q1117261 Status: § 2a Stand der BDA-Liste: 2025-06-30 Name: Jüdischer Friedhof GstNr.: 1273 Jüdischer Friedhof Roßau |
| ja    | Datei hochladen | Wohnhaus, ehemalige Schwedische Mission HERIS-ID: 13890 Objekt-ID: 10106                                                | Seegasse 16 Standort KG: Alsergrund                      | Erbaut wurde das Haus 1909/10 nach Plänen von Ludwig Schmidl und wurde später von der Schwedischen Mission erworben. Es weist eine secessionistische Gliederung mit figuralem Dekor auf. Im Haus befindet sich die Messiaskapelle (seit 1974 Predigtstation, seit 2000 evangelische Pfarrgemeinde A.B.). | BDA-Hist.: Q37716766 Status: § 2a Stand der BDA-Liste: 2025-06-30 Name: Wohnhaus, Schwedische Mission GstNr.: 1250 Seegasse 16, Vienna |
| ja    | Datei hochladen | Gerichtsmedizinisches Institut HERIS-ID: 21564 Objekt-ID: 17884                                                         | Sensengasse 2 Standort KG: Alsergrund                    | Das Gebäude aus Josephinischer Zeit wurde 1960 modernisiert, 2008–2010 renoviert. Es ist das Museum des Instituts für gerichtliche Medizin mit 2300 Exponaten. | BDA-Hist.: Q1191391 Status: § 2a Stand der BDA-Liste: 2025-06-30 Name: Gerichtsmedizinisches Institut GstNr.: 228/8 Gerichtsmedizinisches Museum Wien |
| ja    | Datei hochladen | Miethaus HERIS-ID: 14552 Objekt-ID: 10789                                                                               | Servitengasse 8 Standort KG: Alsergrund                  | Erbaut wurde das Haus 1906 nach Plänen von Franz Quidenus für Margarete Dytrych. Es hat eine secessionistische Gliederung, Erker mit Fliesendekor, und eine englische Fensterteilung. | BDA-Hist.: Q37760912 Status: Bescheid Stand der BDA-Liste: 2025-06-30 Name: Miethaus GstNr.: 1378/1 Servitengasse 8, Vienna |
| ja    | Datei hochladen | Servitenkirche und -kloster Mariae Verkündigung HERIS-ID: 14341 Objekt-ID: 10575                                        | Servitengasse 9 Standort KG: Alsergrund                  | Erbaut wurde die Kirche nach Plänen von Carlo Martino Carlone. 1651 erfolgte die Grundsteinlegung 1670 die Weihe, 1677 die Vollendung der Innenausstattung 1727, der Anbau der Peregrinikapelle, 1754–1756 die Erneuerung der Türme (Entwurf: Ferdinand Rosenstingl). Seit 1783 ist sie Pfarrkirche. 1917 brannte sie aus, wurde im 20. Jahrhundert noch dreimal restauriert. Sie ist der erste und typologisch bedeutende frühbarocke längsovale Zentralbau in Wien mit östlicher Doppelturmfassade und westlicher Choranlage. Ein Stifterwappen des Kaisers befindet sich an der Fassade. Südlich schließt ein dreigeschoßiger Klosterbau an. 2009 gab der Servitenorden mangels Nachwuchs seine Niederlassung in der Roßau auf, seither betreut die Kongregation der Libanesischen Maronitischen Missionare (CML) die Pfarre. | BDA-Hist.: Q2274285 Status: § 2a Stand der BDA-Liste: 2025-06-30 Name: Servitenkirche und -kloster Mariae Verkündigung GstNr.: 1210/1, 1209/1, 1210/2 Servite Church, Vienna |
| ja    | Datei hochladen | Pietà, Madonna vor Servitenkirche HERIS-ID: 13876 Objekt-ID: 10091 Wien Kulturgut: 61471                                | vor Servitengasse 9 Standort KG: Alsergrund              | Diese Steinfigur einer sitzenden Maria unter dem Kreuz befindet sich beim Klostereingang und stammt aus dem 17. Jahrhundert. 1744 wurde sie hier aufgestellt. | BDA-Hist.: Q37715941 Status: § 2a Stand der BDA-Liste: 2025-06-30 Name: Pietà, Madonna vor Servitenkirche GstNr.: 1522 Pietà vor Servitenkirche, Vienna |
| ja    | Datei hochladen | Miethaus HERIS-ID: 14554 Objekt-ID: 10791                                                                               | Servitengasse 10 Standort KG: Alsergrund                 | Erbaut wurde das Haus 1906 nach Plänen von Franz Quidenus. Es ist ähnlich wie Nr. 8. | BDA-Hist.: Q37760965 Status: Bescheid Stand der BDA-Liste: 2025-06-30 Name: Miethaus GstNr.: 1377/1 Servitengasse 10, Vienna |
| ja    | Datei hochladen | Ehem. Siglsche Lokomotivfabrik/Modeschule Michelbeuern/Wilhelm Exner Saal HERIS-ID: 111529 Objekt-ID: 129424            | Severingasse 9 Standort KG: Alsergrund                   | Ecke Wilhelm-Exner-Gasse 5a, Michelbeuerngasse 5. Erbaut wurde die Fabrik 1866 nach Plänen von Carl Tietz für Georg Sigl als Maschinenwerkstätte und Lokomotivfabrik. 1890 wurde sie zur Glühlampenfabrik. 1909 erhielt sie einen secessionistischen Sitzungssaal. 1884 wurde sie für das neu gegründete TGM umgebaut. Seit 1979 beherbergt sie die HLMW9 Michelbeuern. | BDA-Hist.: Q1564016 Status: § 2a Stand der BDA-Liste: 2025-06-30 Name: Ehem. Siglsche Lokomotivfabrik/Modeschule Michelbeuern/Wilhelm Exner Saal GstNr.: 449/5 HLMW9 Michelbeuern |
| ja    | Datei hochladen | Ehem. Kinderambulatorium HERIS-ID: 14756 Objekt-ID: 10994                                                               | Sobieskigasse 31A Standort KG: Alsergrund                | Das Karolinen-Kinderspital wurde 1912 erbaut. 1925 wurde die Prosektur im Stil des Art déco erbaut. 1977 wurde das Spital aufgelassen. | BDA-Hist.: Q1734259 Status: § 2a Stand der BDA-Liste: 2025-06-30 Name: Ehem. Kinderambulatorium GstNr.: 956/6 Karolinen-Kinderspital |
| ja    | Datei hochladen | Steinfigur hl. Johannes Nepomuk HERIS-ID: 14759 Objekt-ID: 10997 Wien Kulturgut: 45137                                  | Sobieskiplatz 4, bei Standort KG: Alsergrund             | Seit 1769 war der spätere Sobieskiplatz nach dem hl. Johannes Nepomuk benannt. Seine Figur von 1824 (nach der Angabe auf dem Sockel) unter einem Baldachin aus Metall, „Johannes mit dem Regenschirm“ genannt, wurde mehrfach versetzt. Seit 1964 steht sie vor dem Haus Sobieskiplatz 5. | BDA-Hist.: Q37765071 Status: § 2a Stand der BDA-Liste: 2025-06-30 Name: Steinfigur hl. Johannes Nepomuk GstNr.: 1472 Statue of John of Nepomuk, Sobieskiplatz |
| ja    | Datei hochladen | Pathologisch-Anatomisches Institut HERIS-ID: 23902 Objekt-ID: 20271                                                     | Spitalgasse 4 Standort KG: Alsergrund                    | Die nordwestliche Ecke des Campus-Areals bildet das 1862 eröffnete Pathologisch-Anatomische Institut. Bis 1991 widmungsgemäß verwendet, ist seit 2000 das Zentrum für Hirnforschung im Institutsgebäude untergebracht. 1859–1862 nach Plänen von Ludwig Zettl erbaut, ist es ein wichtiges, spätes Werk des in Wien eher seltenen Rundbogenstils. | BDA-Hist.: Q55864474 Status: § 2a Stand der BDA-Liste: 2025-06-30 Name: Pathologisch-Anatomisches Institut GstNr.: 235/1 Pathologisch-Anatomisches Institut |
| ja    | Datei hochladen | Ehem. Universitätsfrauenkliniken HERIS-ID: 21559 Objekt-ID: 17879                                                       | Spitalgasse 23 Standort KG: Alsergrund                   | Erbaut wurden die Klinik 1904–1908 nach Plänen von Franz Berger und Bartholomäus Pickniczek. Sie wird von drei Gebäudegruppen mit secessionistischen Bauelementen gebildet. Sie schließen an das 1868 erbaute ehemalige Armenversorgungshaus (Giebelfiguren von Franz Melnitzky) mit Kapelle an, das in den Komplex integriert wurde. | BDA-Hist.: Q37863418 Status: Bescheid Stand der BDA-Liste: 2025-06-30 Name: Ehem. Universitätsfrauenkliniken GstNr.: 1869/1 Former gynecological clinics, AKH Vienna |
| ja    | Datei hochladen | Strudlhofstiege HERIS-ID: 14762 Objekt-ID: 11000 Wien Kulturgut: 45143                                                  | Strudlhofgasse Standort KG: Alsergrund                   | Die Stiege wurde 1910 von Theodor Jaeger erbaut. 1962, 1983, 2008/09 wurde sie renoviert. Sie ist eine malerische Treppenanlage über den alten Donauuferhang mit zwei Wandbrunnen. | BDA-Hist.: Q337357 Status: § 2a Stand der BDA-Liste: 2025-06-30 Name: Strudlhofstiege GstNr.: 122/12 Strudlhofstiege |
| ja    | Datei hochladen | Miethaus HERIS-ID: 14550 Objekt-ID: 10787                                                                               | Thurngasse 3 Standort KG: Alsergrund                     | Erbaut wurde dieses reizvolle Biedermeier-Vorstadthaus mit Hof und Garten 1826 von Ignaz Rahm für Adolf Korompay. 1951 wurden Kriegsschäden behoben. | BDA-Hist.: Q37760863 Status: Bescheid Stand der BDA-Liste: 2025-06-30 Name: Miethaus GstNr.: 44 |
| ja    | Datei hochladen | Ehem. Palais Schickh HERIS-ID: 14785 Objekt-ID: 11023                                                                   | Thurngasse 4 Standort KG: Alsergrund                     | Ecke Währinger Straße 22. Erbaut wurde es 1685 als Gartentrakt des Palais von Georg Friedrich Schickh. Es hat eine gut gegliederte Fassade mit stark betonten Fensterbekrönungen. | BDA-Hist.: Q37765534 Status: Bescheid Stand der BDA-Liste: 2025-06-30 Name: ehem. Palais Schickh GstNr.: 51, 50 |
| ja    | Datei hochladen | Miethaus, Zum blauen Würfel HERIS-ID: 14549 Objekt-ID: 10786                                                            | Thurngasse 5 Standort KG: Alsergrund                     | Erbaut wurde das Haus 1824 von Josef Breschnovsky für Leopold Pickl und 1921 umgebaut. Es ist ein Biedermeier-Vorstadthaus mit einem Pflasterstein als Hauszeichen und einem Monogramm für Anton und Ilse Poschacher. | BDA-Hist.: Q37760835 Status: Bescheid Stand der BDA-Liste: 2025-06-30 Name: Miethaus, Zum blauen Würfel GstNr.: 45 |
| ja    | Datei hochladen | Miethaus, Afroasiatisches Institut HERIS-ID: 5078 Objekt-ID: 940                                                        | Türkenstraße 3 Standort KG: Alsergrund                   | Erbaut wurde das Haus 1858 von Baumeister Eduard Frauenfeld für Franz Fischer im frühhistoristischen Stil. 1962–1964 erfolgte der Umbau zum Afroasiatischen Institut. | BDA-Hist.: Q38173178 Status: § 2a Stand der BDA-Liste: 2025-06-30 Name: Miethaus, Afroasiatisches Institut GstNr.: 64/1 |
| ja    | Datei hochladen | Palais Spangen HERIS-ID: 14532 Objekt-ID: 10769                                                                         | Türkenstraße 5 Standort KG: Alsergrund                   | Ecke Wasagasse 11. 1857 wurde es von Paul Wasserburger für Ludwig Graf von Spangen erbaut. Es weist einen Mittelbalkon über einer gewölbten Einfahrt und ein Rundbogenportal auf. | BDA-Hist.: Q37760590 Status: Bescheid Stand der BDA-Liste: 2025-06-30 Name: Palais Spangen GstNr.: 68 |
| ja    | Datei hochladen | Palais Schlick HERIS-ID: 14548 Objekt-ID: 10785                                                                         | Türkenstraße 25 Standort KG: Alsergrund                  | Ecke Schlickgasse 1. Erbaut wurde es 1856–1858 nach Plänen von Carl Tietz für Franz Heinrich von Schlick. Es ist ein fünfgeschoßiger Bau mit einem Rundturm und auffallenden Fassadendetails wie Balkons, Attikabalustrade mit Vasen, militärischen Emblemen und Figuren. | BDA-Hist.: Q2047163 Status: Bescheid Stand der BDA-Liste: 2025-06-30 Name: Palais Schlick GstNr.: 1175 Palais Schlick |
| ja    | Datei hochladen | Miethaus HERIS-ID: 20945 Objekt-ID: 17254                                                                               | Universitätsstraße 2 Standort KG: Alsergrund             | Ecke Rooseveltplatz 1. Erbaut wurde es 1873–1875 nach Plänen von Heinrich Ferstel und Karl Köchlin. Es hat eine Neorenaissance-Fassade mit Pilastergliederung und Dachaufbauten (Kuppel, Giebel). | BDA-Hist.: Q37857115 Status: Bescheid Stand der BDA-Liste: 2025-06-30 Name: Miethaus GstNr.: 1544/3 |
| ja    | Datei hochladen | Miethaus HERIS-ID: 12571 Objekt-ID: 8717                                                                                | Universitätsstraße 10 Standort KG: Alsergrund            | Ecke Garnisongasse 2. Erbaut wurde es 1880 nach Plänen von Emil von Förster für das Pensionsinstitut der k.k. öst. Staatsbahnen. Es ist ein späthistoristisches Miethaus. | BDA-Hist.: Q38133626 Status: Bescheid Stand der BDA-Liste: 2025-06-30 Name: Miethaus GstNr.: 1542/3 Universitätsstraße 10, Vienna |
| ja    | Datei hochladen | Ehem. Garnisonspital HERIS-ID: 21563 Objekt-ID: 17883                                                                   | Van-Swieten-Gasse 1 Standort KG: Alsergrund              | 1783 wurde es nach Plänen von Isidore Canevale als „K.K. Militär-Hauptspital“ erbaut. Das Garnisonspital für Soldaten und ihre Frauen hatte zwei Höfe. Es stand in Verbindung mit dem Josephinum und wurde später dem AKH einverleibt. | BDA-Hist.: Q37863467 Status: § 2a Stand der BDA-Liste: 2025-06-30 Name: Ehem. Garnisonspital GstNr.: 228/1 Garnisonsspital I building, Vienna |
| ja    | Datei hochladen | Bürgerhaus, Haus Riethoff HERIS-ID: 14526 Objekt-ID: 10763                                                              | Van-Swieten-Gasse 14 Standort KG: Alsergrund             | Erbaut wurde dieses Alt-Wiener Bürgerhaus im Plattenstil 1785 für Josef Ried. Es hat einen malerischer Pawlatschenhof mit einem turmartigen Stiegenrisaliten, eine Tafel mit Hausspruch befindet sich im Bezirksmuseum Alsergrund. | BDA-Hist.: Q37760496 Status: Bescheid Stand der BDA-Liste: 2025-06-30 Name: Bürgerhaus, Haus Riethoff GstNr.: 30 Haus Riethoff, Van-Swieten-Gasse 14, Alsergrund |
| ja    | Datei hochladen | Vereinsstiege HERIS-ID: 13875 Objekt-ID: 10090                                                                          | bei Vereinsstiege 5 Standort KG: Alsergrund              | Erbaut wurde die Stiege 1907 nach Plänen von Wendelin Kühnel. Die gerade Podeststiegenanlage mit secessionistischen Kandelabern überwindet den alten Donauuferhang zwischen Nußdorfer Straße und Liechtensteinstraße. | BDA-Hist.: Q37715918 Status: § 2a Stand der BDA-Liste: 2025-06-30 Name: Vereinsstiege GstNr.: 1499, 928/1 Vereinsstiege (building) |
| ja    | Datei hochladen | Umspannwerk Michelbeuern HERIS-ID: 5085 Objekt-ID: 947                                                                  | Währinger Gürtel 78 Standort KG: Alsergrund              | Es wurde 1925/26 erbaut und 1966 erneuert. Es hat eine rote Fassade im Stil der Neuen Sachlichkeit. Das Umspannwerk versorgt den 9. und Teile des 17., 18. und 19. Bezirks. | BDA-Hist.: Q38174797 Status: § 2a Stand der BDA-Liste: 2025-06-30 Name: Umspannwerk Michelbeuern GstNr.: 397/5 Umspannwerk Michelbeuern |
| ja    | Datei hochladen | Johann-Nepomuk-Kapelle HERIS-ID: 14338 Objekt-ID: 10572 Wien Kulturgut: 45146                                           | gegenüber Währinger Gürtel 86 Standort KG: Alsergrund    | Erbaut wurde die Kapelle 1895 nach Plänen von Otto Wagner im Zuge des Stadtbahnbaus, als Nachfolgebau der Währinger Linienkapelle. Es ist ein kleiner überkuppelter Zentralbau mit Kreuzgrundriss in klassizistischen Formen. Sie ist gewissermaßen das Modell der Kirche am Steinhof. | BDA-Hist.: Q1437845 Status: § 2a Stand der BDA-Liste: 2025-06-30 Name: Johann-Nepomuk-Kapelle GstNr.: 414/56 St.-Johannes-Nepomuk-Kapelle (Währinger Gürtel) |
| ja    | Datei hochladen | Trafostation HERIS-ID: 100212 Objekt-ID: 116431                                                                         | gegenüber Währinger Gürtel 112 Standort KG: Alsergrund   | Bei Stadtbahnbogen 126. Die Umformerstation Thury wurde zur Elektrifizierung der Stadtbahn errichtet. Sie hat eine Fassade mit Art-Déco-Elementen. Aus zwei stilisierten Löwenköpfen floss ursprünglich Wasser in darunter befindliche Becken. | BDA-Hist.: Q37775645 Status: § 2a Stand der BDA-Liste: 2025-06-30 Name: Trafostation GstNr.: 1760/2 Trafostation Währinger Gürtel |
| ja    | Datei hochladen | Institut für Pharmazeutische Chemie der Universität HERIS-ID: 14510 Objekt-ID: 10747                                    | Währinger Straße 10 Standort KG: Alsergrund              | Erbaut wurde das Institutsgebäude 1868–1872 nach Plänen von Heinrich Ferstel als erstes Universitätsgebäude um die Votivkirche. 1948–1950 erfolgte ein Wiederaufbau nach Bombenschaden. Es ist ein Sichtziegelbau in Neorenaissance-Formen. Es weist Terrakottaschmuck sowie das kaiserliche Wappen auf dem Dachgiebel und der Balustradenbegrenzung auf. | BDA-Hist.: Q37760226 Status: § 2a Stand der BDA-Liste: 2025-06-30 Name: Institut für Pharmazeutische Chemie der Universität GstNr.: 1592/1 Institut für Pharmazeutische Chemie, Währinger Straße |
| ja    | Datei hochladen | Anatomisches Institut der Universität HERIS-ID: 14506 Objekt-ID: 10743                                                  | Währinger Straße 11–13 Standort KG: Alsergrund           | Das Institut wurde 1885/86 nach Plänen von Dominik Avanzo und Paul Lange von Baumeister Adolf Hofbauer erbaut. 1903 erfolgte der Anbau des Pharmakologischen Instituts (Währinger Str. 13a) und 1904 des Physiologischen Instituts, 1918 ein Zubau. Nach schweren Bombenschäden 1945 wurde es 1950/51 mit vereinfachter Fassade wiederhergestellt. | BDA-Hist.: Q37760137 Status: § 2a Stand der BDA-Liste: 2025-06-30 Name: Anatomisches Institut der Universität GstNr.: 4 Anatomisches Institut der Universität, Alsergrund |
| ja    | Datei hochladen | Pharmakologisches Institut HERIS-ID: 14782 Objekt-ID: 11020                                                             | Währinger Straße 13A Standort KG: Alsergrund             | Das 1898 errichtete Institutsgebäude ist als späthistoristischer Bau mit hohem rustiziertem Erdgeschoß und einem palaisartigen Mittelrisalit mit einer Fenstergruppe ausgeführt. Zwei Reliefs zeigen Darstellungen aus dem Bereich der Pharmakologie. Die Hoffassade ist in Backstein ausgeführt. Der Stiegenaufgang hat eine Flachdecke über seitlichen Pilastern und Stuccolustro-Säulen sowie originale Ziergitter. Neben dem Lesesaal existiert eine originale gedrehte Holztreppe. | BDA-Hist.: Q37765508 Status: § 2a Stand der BDA-Liste: 2025-06-30 Name: Pharmakologisches Institut GstNr.: 4 Pharmakologisches Institut, Vienna |
| ja    | Datei hochladen | Stadtpalais, Newaldhof; Zum Schäfer; Zum goldenen Ochsen HERIS-ID: 14551 Objekt-ID: 10788                               | Währinger Straße 22 Standort KG: Alsergrund              | Ecke Thurngasse 2. Erbaut wurde es 1828 von Carl Högl für Josefa Gräfin von Thurn. Das Haus hat eine gut gegliederte Fassade mit stark betonten Fensterbekrönungen über dreiachsigen Seitenrisaliten und Dreiecksgiebel. Im Vestibül befinden sich 7 große Gemälde und zwei Deckengemälde von Adalbert Franz Seligmann aus dem Jahr 1893. | BDA-Hist.: Q37760891 Status: Bescheid Stand der BDA-Liste: 2025-06-30 Name: Stadtpalais, Newaldhof; Zum Schäfer; Zum goldenen Ochsen GstNr.: 51 Newaldhof |
| ja    | Datei hochladen | Miethaus HERIS-ID: 14527 Objekt-ID: 10764                                                                               | Währinger Straße 23 Standort KG: Alsergrund              | Ecke Van Swieten-Gasse 16. Es ist auch als „Zum weißen Schwan“, seit 1785 als Bäckerhaus bekannt. Es hat eine josephinische Fassade mit Pilastergliederung und einen idyllischen Pawlatschenhof. | BDA-Hist.: Q37760508 Status: Bescheid Stand der BDA-Liste: 2025-06-30 Name: Miethaus GstNr.: 31 Währinger Straße 23 |
| ja    | Datei hochladen | Josephinum HERIS-ID: 14511 Objekt-ID: 10748                                                                             | Währinger Straße 25 Standort KG: Alsergrund              | Erbaut wurde es 1783–1785 von Isidore Canevale als Medizinisch-chirurgische Militärakademie Joseph II. Jetzt befindet sich dort das Institut für Geschichte der Medizin, das über eine bemerkenswerte Sammlung anatomischer Wachspräparate verfügt. Es ist ein barock-klassizistischer Nutzbau in Form einer palaisartigen Ehrenhofanlage. 1962–1965 erfolgte eine Generalrenovierung. Davor befindet sich der Hygiea-Brunnen von Johann Martin Fischer aus dem Jahr 1787. Anmerkung: Identadressen Van-Swieten-Gasse 3, Währinger Straße 25a | BDA-Hist.: Q1466545 Status: § 2a Stand der BDA-Liste: 2025-06-30 Name: Josephinum GstNr.: 226/1, 226/2 Josephinum |
| ja    | Datei hochladen | Sammlung im Josephinum HERIS-ID: 113267 Objekt-ID: 131548seit 2021                                                      | Währinger Straße 25 Standort KG: Alsergrund              | Das Josephinum verfügt über eine bedeutende Sammlung zur Geschichte der Medizin, berühmt sind insbesondere die aus dem späten 18. Jahrhundert stammenden anatomischen Wachsmodelle. | BDA-Hist.: Q105672568 Status: Bescheid Stand der BDA-Liste: 2025-06-30 Name: Sammlung im Josephinum GstNr.: 226/1, 226/2 Collections of the Josephinum |
| ja    | Datei hochladen | Miethaus, Zur schwarzen Muttergottes HERIS-ID: 14305 Objekt-ID: 10537                                                   | Währinger Straße 27 Standort KG: Alsergrund              | Erbaut wurde das Haus 1838 von Franz und Ignaz Ram für Mathäus Nießner und 1890 umgebaut. Es hat eine Spätbiedermeier-Fassade, Foyer und Stiegenhaus sind secessionistisch. | BDA-Hist.: Q37748585 Status: Bescheid Stand der BDA-Liste: 2025-06-30 Name: Miethaus, Zur schwarzen Muttergottes GstNr.: 201 |
| ja    | Datei hochladen | Ehem. Palais Chotek HERIS-ID: 14304 Objekt-ID: 10536                                                                    | Währinger Straße 28 Standort KG: Alsergrund              | Dieses Palais wurde 1871–1874 nach Plänen von Lothar Abel für Otto Graf Chotek erbaut. 1891 wurde ein Stock aufgesetzt, 1945 wurden Kriegsschäden behoben. Es ist ein Gebäude in den Formen der Neu-Wiener Renaissance mit repräsentativen Räumen und Stiegenhaus. | BDA-Hist.: Q1300447 Status: Bescheid Stand der BDA-Liste: 2025-06-30 Name: Ehem. Palais Chotek GstNr.: 34 Palais Chotek |
| ja    | Datei hochladen | Saalbau im Nebengebäude des Palais Clam-Gallas / Ehem. Gasthaus zum goldenen Engel HERIS-ID: 4165 Objekt-ID: 3          | Währinger Straße 30 Standort KG: Alsergrund              | Der Garten des ehemaligen Gasthauses „Zum goldenen Engel“ wurde für die Währinger Straße 32 erworben und der berühmte Gartensalon dabei zur fürstlichen Wagenremise umgebaut. | BDA-Hist.: Q37949280 Status: Bescheid Stand der BDA-Liste: 2025-06-30 Name: Saalbau im Nebengebäude des Palais Clam-Gallas/ Ehem. Gasthaus zum goldenen Engel GstNr.: 119 Währinger Straße 30 |
| ja    | Datei hochladen | Ehem. Palais Clam-Gallas, ehem. Palais Dietrichstein HERIS-ID: 14508 Objekt-ID: 10745                                   | Währinger Straße 32 Standort KG: Alsergrund              | Erbaut wurde das Palais 1834/35 nach Plänen von Heinrich Koch für Franz Josef Fürst Dietrichstein. Nach 1850 war es im Besitz der Clam-Gallas, seit 1951 beherbergt es das Französische Kulturinstitut. Es ist ein villenartiges klassizistisches Gartenpalais. | BDA-Hist.: Q2046933 Status: Bescheid Stand der BDA-Liste: 2025-06-30 Name: Ehem. Palais Clam-Gallas, ehem. Palais Dietrichstein GstNr.: 119 Palais Clam-Gallas, Vienna |
| ja    | Datei hochladen | Chemisches und Physikalisches Institut der Universität HERIS-ID: 14507 Objekt-ID: 10744                                 | Währinger Straße 38 Standort KG: Alsergrund              | Das Gebäude wurde 1908–1915 vom k.k. Ministerium für öffentliche Arbeiten auf dreiseitigem Grundstück erbaut. Der Teil des II. Chemischen Instituts wurde 1913–1915 erbaut, das Physikalische Institut 1910–1914 von Krombholz & Kraupa. Es hat ein Neo-Empire-Dekor, ein repräsentatives Portal und einen Dachreiter. Anmerkung: Identadressen Boltzmanngasse 1, Währinger Straße 40, 40A, 42 | BDA-Hist.: Q37760169 Status: Bescheid Stand der BDA-Liste: 2025-06-30 Name: Chemisches und Physikalisches Institut der Universität GstNr.: 196/6 Second Chemical Institute and Physical Institute, University of Vienna |
| ja    | Datei hochladen | ehem. Amtshaus HERIS-ID: 14796 Objekt-ID: 11034                                                                         | Währinger Straße 39 Standort KG: Alsergrund              | Das Gebäude wurde 1860 von Baumeister Bayr für Johann Böhm erbaut. 1897 erfolgte eine Adaptierung als Amtshaus, 1959 eine Aufstockung. Bis 2007 war hier das Amtshaus Alsergrund. Es ist ein palaisartiger Bau mit betontem Mittelrisaliten. | BDA-Hist.: Q37765652 Status: Bescheid Stand der BDA-Liste: 2025-06-30 Name: ehem. Amtshaus GstNr.: 213 |
| ja    | Datei hochladen | Bürgerhaus, Zur Stadt Nürnberg HERIS-ID: 14797 Objekt-ID: 11035                                                         | Währinger Straße 41 Standort KG: Alsergrund              | Erbaut wurde es 1838 von Baumeister Franz Lausch für Katharina Mayer. Es hat einen jeweils dreistöckigen Straßen- und Seitentrakt. Der Komponist Anton Bruckner lebte und arbeitete 1868–1876 im Haus, daran erinnert eine Gedenktafel. | BDA-Hist.: Q37765662 Status: § 2a Stand der BDA-Liste: 2025-06-30 Name: Bürgerhaus, Zur Stadt Nürnberg GstNr.: 214 Währinger Straße 41 |
| ja    | Datei hochladen | Bezirksvorstehung Alsergrund, Bezirksmuseum HERIS-ID: 14800 Objekt-ID: 11038                                            | Währinger Straße 43 Standort KG: Alsergrund              | Erbaut wurde es 1861–1863 nach Plänen des städtischen Bauamts. 1896 erfolgte ein Zubau und 1957–1960 Umwidmungen für das Bezirksmuseum Alsergrund, das sich seit 1958 hier befindet. Auf der Giebelgruppe sind Frauenfiguren mit dem Wiener Wappen abgebildet. Im Gebäude befindet sich auch das Bezirksmuseum Alsergrund. | BDA-Hist.: Q37765679 Status: § 2a Stand der BDA-Liste: 2025-06-30 Name: Bezirksvorstehung Alsergrund GstNr.: 216 Währinger Straße 43 |
| ja    | Datei hochladen | Direktionsgebäude der ehem. Siglschen Lokomotivfabrik/WUK HERIS-ID: 14517 Objekt-ID: 10754                              | Währinger Straße 59 Standort KG: Alsergrund              | Das Gebäude wurde 1866 von Carl Tietz für Georg Sigl als Wohn- und Direktionsgebäude für die Siglsche Lokomotivenfabrik erbaut. 1873 wurde der Fabriksbetrieb eingestellt und 1884–1980 war hier das Technologische Gewerbemuseum untergebracht. Über dem Portal auf dem Balkon befinden sich zwei Figuren (Technische Wissenschaft und Maschinenbau). In dem Gebäude befindet sich heute das Kulturzentrum WUK. | BDA-Hist.: Q113709319 Status: § 2a Stand der BDA-Liste: 2025-06-30 Name: Direktionsgebäude der ehem. Siglschen Lokomotivfabrik/WUK GstNr.: 450/1 Ehem. Direktionsgebäude der Lokomotivfabrik/ Ehem. TGM |
| ja    | Datei hochladen | Miethaus, Haus Weiß von Wellenstein HERIS-ID: 14535 Objekt-ID: 10772                                                    | Wasagasse 2 Standort KG: Alsergrund                      | Das Haus wurde 1892 nach Plänen von Heinrich Ferstel erbaut (Baumeister Neumayer). Es wurde zum Firmensitz von Ephrussi & Co. und 1922 sowie 1937 von Liane Zimbler im Inneren für diese Funktion umgestaltet. Es ist im Stil der Neorenaissance gehalten, über dem Portal befinden sich zwei männliche Figuren von Franz Melnitzky. | BDA-Hist.: Q37760624 Status: Bescheid Stand der BDA-Liste: 2025-06-30 Name: Miethaus, Haus Weiß von Wellenstein GstNr.: 1620 Wasagasse 2, Vienna |
| ja    | Datei hochladen | Wasa-Gymnasium; ehem. Maximiliangymnasium HERIS-ID: 14807 Objekt-ID: 11045                                              | Wasagasse 10 Standort KG: Alsergrund                     | Ecke Türkenstraße 4, Hörlgasse 3. Die Schule wurde 1869 nach Plänen von Heinrich Ferstel erbaut. 1871 erfolgte die Eröffnung des Realgymnasiums nach einer Privatstiftung Kaiser Franz Josephs. 1938–1945 diente es als Bürohaus der NSDAP, 1945–1953 der KPÖ, danach war es wieder eine Schule. Sie ist in den Formen der Neu-Wiener Renaissance gehalten und teilweise als Backsteinbau ausgeführt. | BDA-Hist.: Q1558262 Status: § 2a Stand der BDA-Liste: 2025-06-30 Name: Wasa-Gymnasium; ehem. Maximiliangymnasium GstNr.: 1594 Gymnasium Wasagasse |
| ja    | Datei hochladen | Bürgerhaus HERIS-ID: 14814seit 2025                                                                                     | Wasagasse 19 Standort KG: Alsergrund                     | Das Haus wurde 1829 von Franz Reymund erbaut. Es weist eine flache Risalitgliederung auf, die Fenster sind teilweise in Rahmenfelder vertieft. Oberhalb der Erdgeschoßfenster befinden sich Reliefs (Allegorien von Jahreszeiten und Erdteilen), oberhalb des Portals ein Zeuskopf. | BDA-Hist.: Q135155891 Status: Bescheid Stand der BDA-Liste: 2025-06-30 Name: Bürgerhaus GstNr.: 55 |
| ja    | Datei hochladen | Miethaus HERIS-ID: 14538 Objekt-ID: 10775                                                                               | Wasagasse 21 Standort KG: Alsergrund                     | Erbaut wurde das Haus 1827 von Alois Hildwein für Josef Hill. Es hat eine klassizistische Fassade mit Lunettenfeldern, in denen sich Götterdarstellungen befinden. | BDA-Hist.: Q37760668 Status: Bescheid Stand der BDA-Liste: 2025-06-30 Name: Miethaus GstNr.: 54 Wasagasse 21, Vienna |
| ja    | Datei hochladen | Miethaus HERIS-ID: 14541 Objekt-ID: 10778                                                                               | Wasagasse 26 Standort KG: Alsergrund                     | Ecke Thurngasse 9. Erbaut wurde es 1829 von Anton Hoppe für Franz Hirsch. Es hat eine gut gegliederte Fassade mit Rundbogen und einem Hirsch als Hauszeichen. Im Hof befinden sich vier Relief-Medaillons (Jahreszeiten). | BDA-Hist.: Q37760680 Status: Bescheid Stand der BDA-Liste: 2025-06-30 Name: Miethaus GstNr.: 96 Wasagasse 26, Vienna |
| ja    | Datei hochladen | Ehem. Harmonietheater, später Orpheum HERIS-ID: 14543 Objekt-ID: 10780                                                  | Wasagasse 33 Standort KG: Alsergrund                     | Erbaut wurde es 1865/66 von Otto Wagner; ab 1873 Danzers Orpheum, später Neue Wiener Bühne. 1928 wurde der Theaterbetrieb eingestellt, 1934 der Saal im Hoftrakt abgetragen. Die Straßenfassade ist viergeschoßig mit leicht vortretendem fünfachsigen Mittelrisalit, das Untergeschoß mit rustizierten Rundbogen. Die Fassadengliederung wird durch kräftig betonte Fensterverdachungen, -rahmungen, Balustraden und Balkonen betont. Im zweiten Geschoß an den Seitenteilen befinden sich Karyatidenfenster. Es gibt einen Risalit Attika und Dachaufsatz, der eine Figurengruppe von Franz Melnitzky aufweist. | BDA-Hist.: Q1165286 Status: Bescheid Stand der BDA-Liste: 2025-06-30 Name: Ehem. Harmonietheater, später Orpheum GstNr.: 117/1, 117/2, 117/3 Wasagasse 33, Vienna |
| ja    | Datei hochladen | Wohnhausanlage der Gemeinde Wien, Karl-Schönherr-Hof HERIS-ID: 14818 Objekt-ID: 11056 Wiener Wohnen: 115                | Wiesengasse 2–12 Standort KG: Alsergrund                 | Ecke Fechtergasse 13, Badgasse 1–7. Erbaut wurde es 1950–1952 nach Plänen von Karl Ehn. Es war das erste große Volkswohnhaus im 9. Bezirk. Noch nach dem Zweiten Weltkrieg wurde es im Stil der 1920er Jahre errichtet. Außen befinden sich als künstlerische Darstellungen ein Portraitrelief des Dichters Karl Schönherr von Mario Petrucci, aus dem Jahr 1953 und ein Relief Lichtentaler Bad und Donau von Herbert Potuznik aus dem Jahr 1952. | BDA-Hist.: Q37765932 Status: § 2a Stand der BDA-Liste: 2025-06-30 Name: Wohnhausanlage der Gemeinde Wien, Karl-Schönherr-Hof GstNr.: 863 Karl-Schönherr-Hof |
| ja    | Datei hochladen | Bürgerhaus, Zur goldenen Galeere/Zum goldenen Gatter HERIS-ID: 14545 Objekt-ID: 10782                                   | Wiesengasse 26 Standort KG: Alsergrund                   | Dieses schlichte Vorstadthaus ohne Hof wurde Anfang 18. Jahrhundert für Wolff und Maria Frisch erbaut. | BDA-Hist.: Q37760726 Status: Bescheid Stand der BDA-Liste: 2025-06-30 Name: Bürgerhaus, Zur goldenen Galeere/Zum goldenen Gatter GstNr.: 836 Wiesengasse 26, Alsergrund |
| ja    | Datei hochladen | Bürgerhaus, Zum heiligen Peter HERIS-ID: 14546 Objekt-ID: 10783                                                         | Wiesengasse 28 Standort KG: Alsergrund                   | Dieses schlichte Vorstadthaus ohne Hof wurde Anfang 18. Jahrhundert für Josef und Maria Lettenbauer erbaut. | BDA-Hist.: Q37760747 Status: Bescheid Stand der BDA-Liste: 2025-06-30 Name: Bürgerhaus, Zum heiligen Peter GstNr.: 835 Wiesengasse 28, Alsergrund |
| ja    | Datei hochladen | Miethaus HERIS-ID: 14547 Objekt-ID: 10784                                                                               | Wilhelm-Exner-Gasse 1 Standort KG: Alsergrund            | Erbaut wurde dieses Biedermeier-Vorstadthaus mit Pawlatschengang im Hoftrakt 1829 von Ignaz Ram für sich. 1839 wurde es verändert, 1860 wurden zwei Stockwerke aufgesetzt. | BDA-Hist.: Q37760768 Status: Bescheid Stand der BDA-Liste: 2025-06-30 Name: Miethaus GstNr.: 444 |
| ja    | Datei hochladen | Kath. Pfarrkirche, Votivkirche, Propsteikirche zum Göttlichen Heiland HERIS-ID: 14504 Objekt-ID: 10741                  | Rooseveltplatz Standort KG: Alsergrund                   | Dieser erste Bau der Stadterweiterung an der Wiener Ringstraße wurde 1856–1879 nach Plänen von Heinrich Ferstel erbaut (Oberwerkmeister Josef Trenner). Es ist eine neogotische Basilika nach dem Vorbild der französischen Kathedralgotik zum Gedächtnis an ein missglücktes Attentat auf Kaiser Franz Joseph. Als r.k. Garnisonskirche Wiens war es bis 1918 Gedenkstätte der k.u.k. Armee. 1911 wurde eine Gruft angelegt. Große Schäden gab es im Zweiten Weltkrieg. 1964 wurden die Fenster erneuert. 1967/68 wurde das Dach erneuert, 1971 bekam die Kirche eine neue Orgel. Seit 2000 ist im ehemaligen Kaiseroratorium ein Museum untergebracht, in dem auch der Antwerpener Altar aus dem Jahr 1460 zu sehen ist. | BDA-Hist.: Q254476 Status: § 2a Stand der BDA-Liste: 2025-06-30 Name: Kath. Pfarrkirche, Votivkirche, Propsteikirche zum Göttlichen Heiland GstNr.: 1419 Votive Church, Vienna |
| ja    | Datei hochladen | Ehem. Stadtbahnstation Alser Straße HERIS-ID: 14847 Objekt-ID: 11085                                                    | Standort KG: Alsergrund                                  | Diese Station entspricht dem Typ der Hochbahnstationen der Wiener Stadtbahn am Gürtel, die noch in einem klassizierenden Stil der Freien Renaissance gestaltet sind. Sie ersetzten die Torbauten des Linienwalls, sind daher in analoger Weise gestaltet und mit einem mittleren Durchgang versehen. Die Seitenteile sind pylonartig erhöht. Die Bahnsteige befinden sich im Obergeschoß hinter verglasten Pfeilerkolonaden, sie werden an der Außenfassade durch einen Architrav angezeigt, der dem Niveau der Anschlussbauwerke entspricht. Sie hat 15 Fensterachsen und ist fünfzig Meter lang. | BDA-Hist.: Q1739409 Status: § 2a Stand der BDA-Liste: 2025-06-30 Name: Ehem. Stadtbahnstation Alser Straße GstNr.: 1952 Alser Straße metro station |
| ja    | Datei hochladen | U-Bahn Station, Ehem. Stadtbahnstation Währinger Straße HERIS-ID: 14849 Objekt-ID: 11087                                | Standort KG: Alsergrund                                  | Diese Station entspricht dem Typ der Hochbahnstation, siehe U-Bahn-Station Alser Straße. Sie ist 42 Meter lang. | BDA-Hist.: Q2465793 Status: § 2a Stand der BDA-Liste: 2025-06-30 Name: U-Bahn Station, Ehem. Stadtbahnstation Währinger Straße GstNr.: 1943 Währinger Straße metro station |
| ja    | Datei hochladen | U-Bahn-Station, Ehem. Stadtbahnstation Nußdorfer Straße HERIS-ID: 14850 Objekt-ID: 11088                                | Standort KG: Alsergrund                                  | Diese Station entspricht dem Typ der Hochbahnstation, siehe U-Bahn-Station Alser Straße. Sie ist 40 Meter lang. | BDA-Hist.: Q2465750 Status: § 2a Stand der BDA-Liste: 2025-06-30 Name: U-Bahn-Station, Ehem. Stadtbahnstation Nußdorfer Straße GstNr.: 1945 Nußdorfer Straße metro station |
| ja    | Datei hochladen | U-Bahn-Station, Ehem. Stadtbahnstation Friedensbrücke HERIS-ID: 14851 Objekt-ID: 11089                                  | Standort KG: Alsergrund                                  | Auch diese Station wurde 1901 erbaut und entspricht dem Typ der Tiefbahnstationen, siehe oben U-Bahn-Station Roßauer Lände. | BDA-Hist.: Q2465701 Status: Bescheid Stand der BDA-Liste: 2025-06-30 Name: Ehem. Stadtbahnstation Friedensbrücke GstNr.: 1635 Friedensbrücke metro station |
| ja    | Datei hochladen | ehem. Stadtbahn – Teilbereich der heutigen U6 HERIS-ID: 111232 Objekt-ID: 129023                                        | Standort KG: Alsergrund                                  | Die Stadtbahn wurde ab 1892 im Zuge der Regulierung von Donaukanal und Wienfluss geplant, ästhetischer Beirat war seit 1894 Otto Wagner. Er plante mit seinen Mitarbeitern Unterbau, Hochbauten (Stützmauern, Brücken, Tunnelportale, Viadukte, Stationen) und Details (Geländer, Gitter, Tore, Möbel, Beleuchtungsköper etc.) aller Stadtbahnlinien. Es entstanden nach sechs Jahren Bauzeit etwa vierzig Bahnkilometer mit 36 Stationen im Stil des Späthistorismus mit Jugendstilelementen. Von 1969 bis 1989 wurde das System modernisiert und schrittweise in das U-Bahn-Netz integriert. In Alsergrund ist die Stadtbahn fast ausschließlich als Hochbahn ausgeführt. In diesem Objekt ist auch die ehemalige Markthalle am Währinger Gürtel 40 (beim Betriebsbahnhof Michelbeuern) enthalten, die von Wagner bereits 1895 fertiggestellt wurde und auch als Frachtenstation für mit der Stadtbahn angelieferte Lebensmittel diente. | BDA-Hist.: Q37822745 Status: Bescheid Stand der BDA-Liste: 2025-06-30 Name: ehem. Stadtbahn – Teilbereich der heutigen U6 GstNr.: 1846/2, 1979/3, 1979/4, 1935/1, 1935/3, 1935/5, 1935/8, 1935/12, 1943, 1944/1, 1944/2, 1944/3, 1944/5, 1944/7, 1944/9, 1944/14, 1945, 1946/1, 1952, 1953, 2032, 2033, 2034, 2035, 2036, 2037, 2038, 2039, 2040, 2042, 2043, 2045, 2046 Vienna Stadtbahn architecture |
| ja    | Datei hochladen | ehem. Stadtbahn – Teilbereich der heutigen U6 HERIS-ID: 111240 Objekt-ID: 129032                                        | Standort KG: Alsergrund                                  | Nur zwei Teilstücke der Wagner’schen Stadtbahn fanden keine Verwendung mehr: der Spittelauer Abschnitt des Verbindungsbogens und der Heiligenstädter Ast der Gürtellinie von der Abzweigstelle Nußdorfer Straße nach Heiligenstadt. Dieses Objekt umfasst den Anteil des Heiligenstädter Astes im 9. Bezirk und den westlichen Teil des Gürtelbogens, der östliche wurde zu einem Fuß- und Radweg umgestaltet. Anmerkung: In diesem Bereich befinden sich seit 1996 die Station Spittelau und seit 2007 der Skywalk zur Guneschgasse. | BDA-Hist.: Q37822822 Status: Bescheid Stand der BDA-Liste: 2025-06-30 Name: ehem. Stadtbahn – Teilbereich der heutigen U6 GstNr.: 1640, 1641, 1642, 2044, 1643/1 Vienna Stadtbahn architecture |
| ja    | Datei hochladen | ehem. Stadtbahn – Teilbereich der heutigen U4 HERIS-ID: 111241 Objekt-ID: 129033                                        | Standort KG: Alsergrund                                  | Der Abschnitt der U4, zwischen Friedensbrücke und Landstraße Wien-Mitte (Stadtbahnstation Hauptzollamt), welcher der Donaukanallinie der Stadtbahn entspricht, misst ca. 3 km. Deren Bau war erst nach der Fertigstellung des Sperrwerks in Nußdorf möglich. Ursprünglich ähnlich der Gürtellinie als Hochbahn geplant, sorgte lebhafter Protest dafür, dass man sie in Tieflage ausführte. Die Öffnungen der Galerie gegen den Donaukanal dienten weniger der Aussicht, als zur Zeit des Dampfbetriebs dem Rauchabzug der Lokomotiven. Wagners Vorschlag, die kanalseitigen Mauern mit Granitquadern bzw. Steinzeug zu verkleiden, wurde aus Kostengründen abgelehnt. 1978 begann hier der U-Bahn-Betrieb. Die Tiefbahnstationen, deren pavillonartige Gestaltung – im Vergleich zu den fünf Jahre älteren Hochbahnstationen des Gürteltyps – leicht und beschwingt wirken, zeigen secessionistische Formen. Die Aufnahmepavillons „sitzen“ über dem Bahneinschnitt. Sie bestehen aus der offenen, überdachten Vorhalle, dem Vestibul mit Nebenräumen und den Abgangsstiegen. | BDA-Hist.: Q37822829 Status: Bescheid Stand der BDA-Liste: 2025-06-30 Name: ehem. Stadtbahn – Teilbereich der heutigen U4 GstNr.: 1651/1, 1706/1, 1635, 1637, 1639/1, 1639/7, 1639/8, 1639/20, 1639/21, 1639/25, 1639/26, 1706/5 Vienna Stadtbahn architecture |
| ja    | Datei hochladen | Donaukanalregulierung und -verbauung (samt Brücken, Geländer und sonstigem) HERIS-ID: 111770 Objekt-ID: 129780seit 2012 | Standort KG: Alsergrund                                  | Der Donaukanal ist der an der Innenstadt vorbeiführende Arm der Donau, die Bezeichnung kam vor 1700 auf. Regulierungsversuche gab es schon in früheren Jahrhunderten, das jetzige Erscheinungsbild geht aber auf die Donauregulierung nach 1867 zurück, als Uferbefestigungen und Brücken gebaut wurden. | BDA-Hist.: Q37826572 Status: Bescheid Stand der BDA-Liste: 2025-06-30 Name: Donaukanalregulierung und -verbauung (samt Brücken, Geländer und sonstigem) GstNr.: 1512/1, 1531/1, 1531/4, 1556/4, 2022, 1639/1, 1636/1, 1639/12, 2012, 1556/18, 1331/1, 1045/1, 1045/2, 1532/1, 1532/3 Donaukanal |